# Т-80
Т-80 (Объект 219) — боевая машина, основной танк, производившийся в СССР.
Танк с единой газотурбинной силовой установкой. Первый в мире основной танк со встроенной противоснарядной динамической защитой. Принятый на вооружение в 1976 году армии СССР, затем России. Первые серийные образцы, разработанные СКБ-2 на базе Т-64А, выпускались на Кировском заводе в Ленинграде. Танк Т-80У выпускался на заводе «Омсктрансмаш» в Омске, а танк Т-80УД с дизельным двигателем — на ХЗТМ в Харькове.

## История
Первоначальные испытания возможности установки газотурбинных двигателей на танк отрабатывались ещё на «объекте 167Т».
Первый «кировский» газотурбинный танк нового поколения, «Объект 219 сп 1», изготовленный в 1969 году, внешне был подобен опытному харьковскому газотурбинному Т-64Т. На боевой машине был установлен двигатель ГТД-1000Т мощностью 1000 л. с., разработанный НПО им. В. Я. Климова.
Следующий «Объект 219 сп 2» уже значительно отличался от исходного Т-64А.
Испытания первого прототипа показали, что установка нового, более мощного двигателя, возросшая масса и изменившиеся динамические характеристики танка требуют внесения существенных изменений в ходовую часть.
Потребовалась разработка новых ведущих и направляющих колёс, опорных и поддерживающих катков, гусениц с обрезиненными беговыми дорожками, гидравлических амортизаторов и торсионных валов с улучшенными характеристиками.
Была изменена и форма башни. От Т-64А сохранились пушка, боеприпасы, механизм заряжания (отличный от автомата заряжания, стоящего на Т-72 и его модификациях), отдельные узлы и системы, а также элементы бронезащиты.
Танк Т-80 (первоначальный вариант) принят на вооружение Советской армии 6 июля 1976 года, серийно изготавливался с 1976 по 1978 годы.

## Характеристики
| Таблица ТТХ основных серийных модификаций танка Т-80 |               |                 |                 |                                      |                 |                    |
| Модификация                                          | Т-80          | Т-80Б           | Т-80БВ          | Т-80У                                | Т-80УД          | Т-80БВМ            |
| История создания                                     |               |                 |                 |                                      |                 |                    |
| Разработчик                                          | ЛКЗ           | ЛКЗ             | ЛКЗ             | ЛКЗ                                  | ХЗТМ            | ОАО «Омсктрансмаш» |
| Год принятия на вооружение                           | 1976          | 1978            | 1985            | 1985                                 | 1987            | 2018               |
| Габаритные и массовые характеристики                 |               |                 |                 |                                      |                 |                    |
| Боевая масса, т                                      | 42            | 42,5            | 43,7            | 46                                   | 46              | 45,7               |
| Длина с пушкой вперёд, мм                            | 9656          | 9651            | 9651            | 9556                                 | 9664            | 9554               |
| Длина корпуса, мм                                    | 6780          | 6982            | 6982            | 7012                                 | 7020            | —                  |
| Ширина, мм                                           | 3525          | 3582            | 3582            | 3603                                 | 3755            | 3384               |
| Высота по крыше башни, мм                            | 2300          | 2219            | 2219            | 2215                                 | 2215            | 2202               |
| Клиренс, мм                                          | 451           | 451             | 451             | 451                                  | 529             | —                  |
| Защита                                               |               |                 |                 |                                      |                 |                    |
| Динамическая защита                                  | нет           | нет             | «Контакт-1»     | «Контакт-5»                          | «Контакт-5»     | «Реликт»           |
| Активная защита                                      | нет           | нет             | нет             | нет                                  | нет             | нет                |
| Вооружение                                           |               |                 |                 |                                      |                 |                    |
| Марка пушки                                          | 2А46-1        | 2А46-2          | 2А46М-1         | 2А46М-1 / 2А46М-4                    | 2А46М-1         | 2А46М-4            |
| Боекомплект пушки, выстр.                            | 40            | 38              | 38              | 45                                   | 45              | 45                 |
| Управляемое вооружение                               | нет           | 9К112-1 «Кобра» | 9К119 «Рефлекс» | 9К119 «Рефлекс» / 9К119М «Рефлекс-М» | 9К119 «Рефлекс» | 9К119 «Рефлекс»    |
| Подвижность                                          |               |                 |                 |                                      |                 |                    |
| Марка двигателя                                      | ГТД-1000Т     | ГТД-1000ТФ      | ГТД-1000ТФ      | ГТД-1000ТФ / ГТД-1250                | 6ТД             | ГТД-1250           |
| Тип двигателя                                        | газотурбинный | газотурбинный   | газотурбинный   | газотурбинный                        | дизельный       | газотурбинный      |
| Мощность двигателя, л. с.                            | 1000          | 1100            | 1100            | 1100/1250                            | 1000            | 1250               |
| Максимальная скорость по шоссе, км/ч                 | 70            | 70              | 70              | 70                                   | 60              | 80                 |
| Запас хода по шоссе, км                              | 500           | 500             | 500             | 350                                  | 560             | 500                |
| Удельная мощность, л. с./т                           | 23,8          | 25,8            | 25,17           | 23,9 / 27,17                         | 21,7            | 27,35              |
| Удельное давление на грунт, кг/см²                   | 0,83          | 0,865           | 0,865           | 0,93                                 | 0,924           | —                  |

## Модификации
Т-80Б в парке «Патриот».

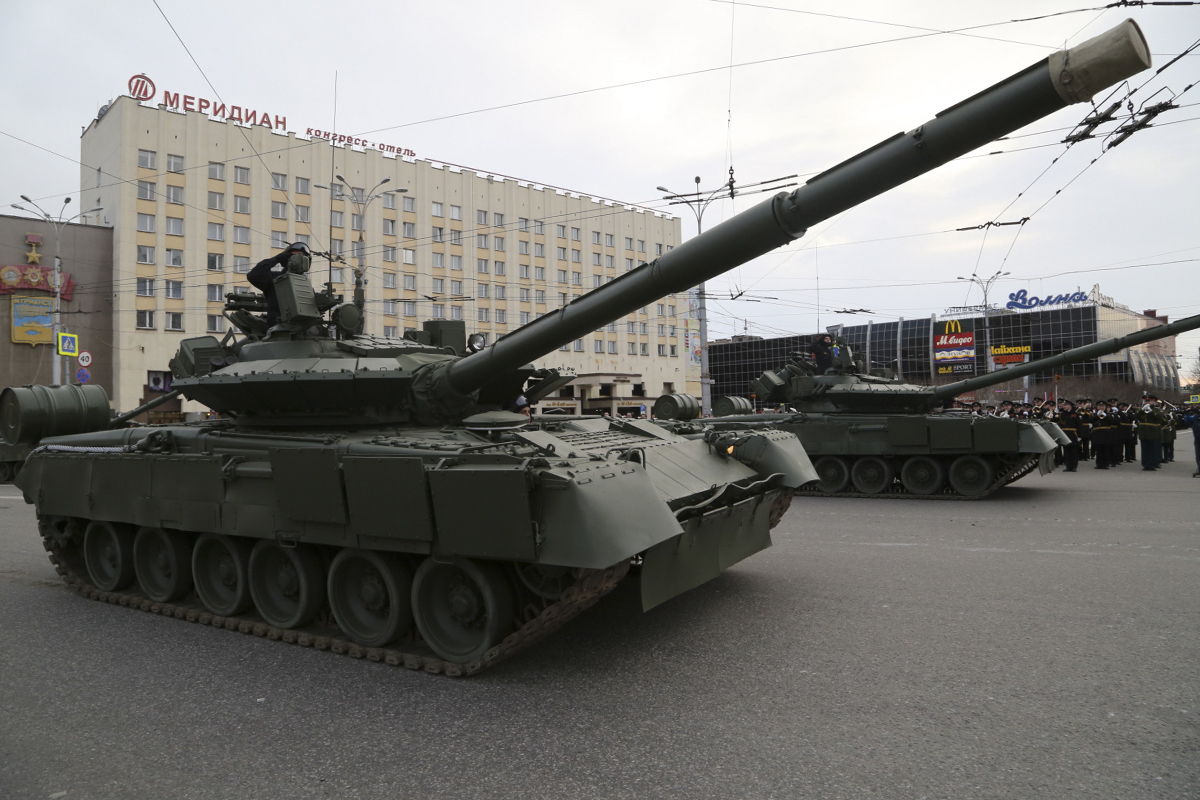
Танк Т-80БВМ на предгенеральной репетиции военного парада в Мурманске. 4 мая 2018

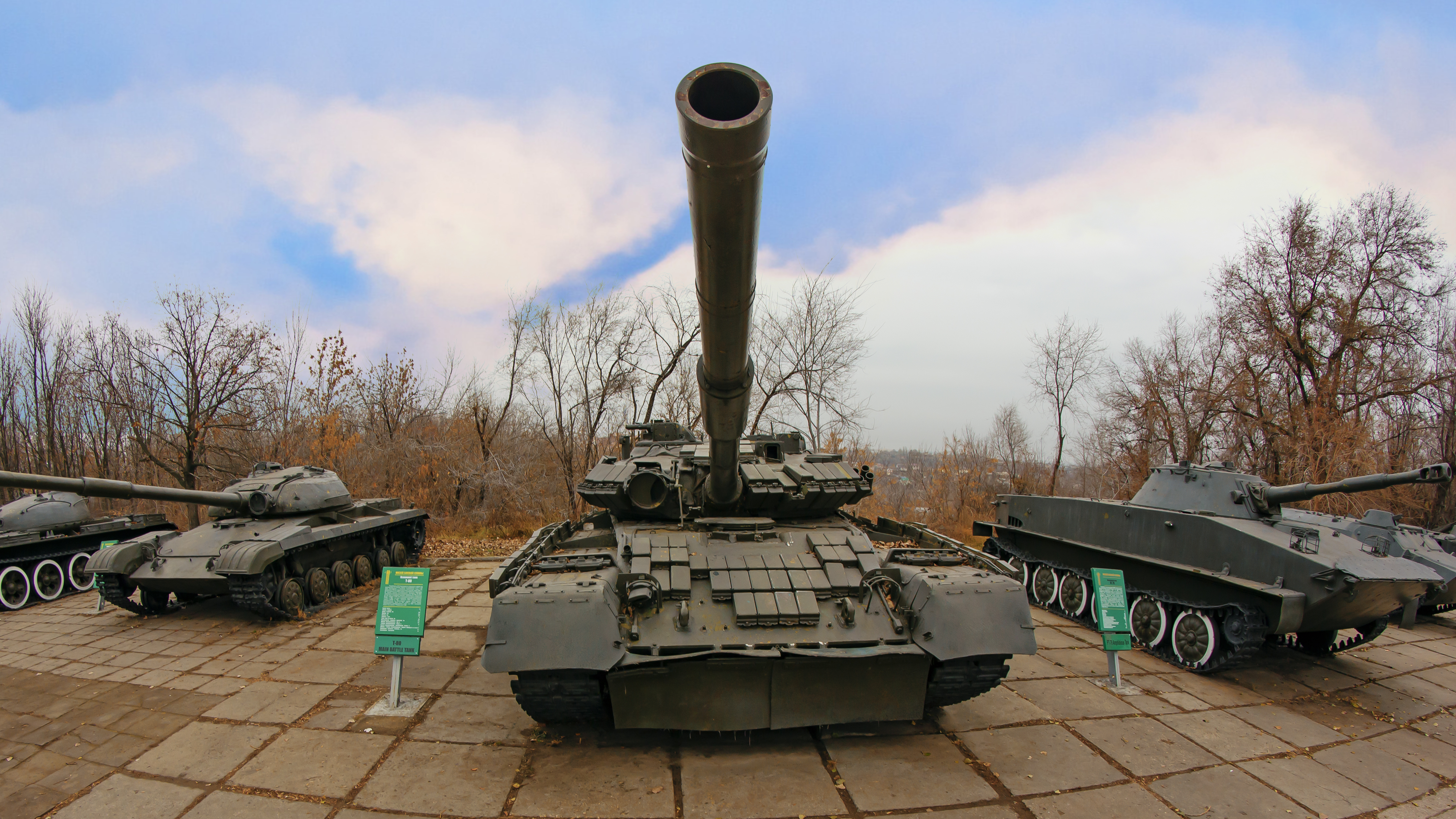
Танк Т-80 в парке Победы (Саратов). 22 ноября 2019

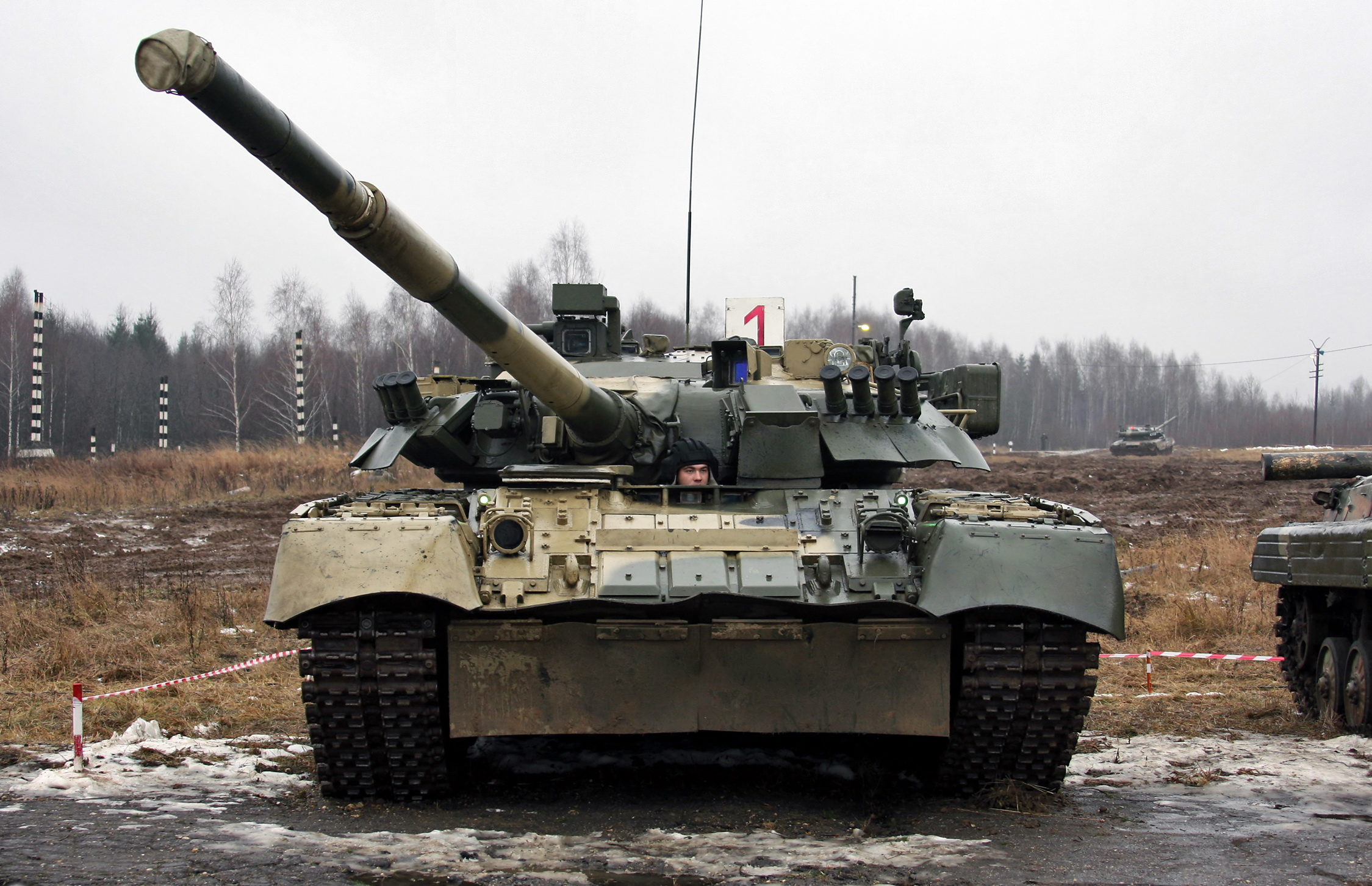
Т-80У 4-й гв. отбр во время оперативно-специального сбора с офицерами Главного командования Сухопутных войск ВС РФ на полигоне «Головеньки». 2011 год

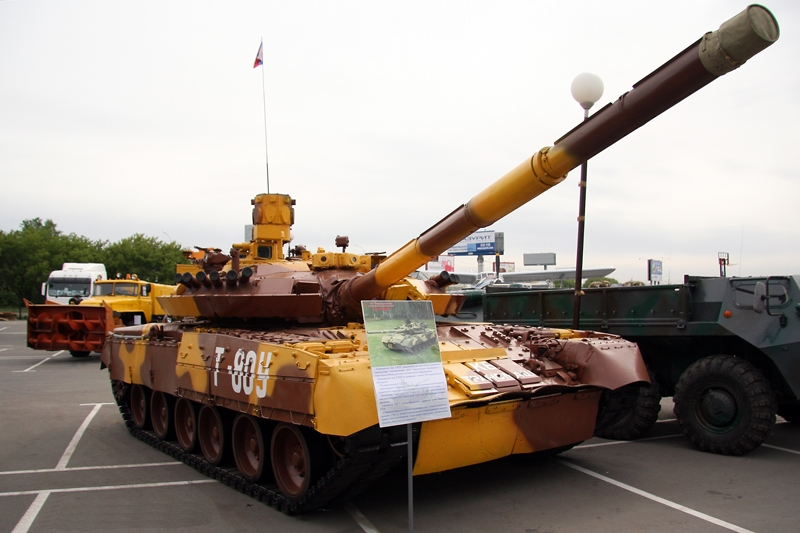
Т-80УМ-1 на международной выставке высокотехнологичной техники и вооружения ВТТВ в г. Омске, 2009 год

- Объект 219 сп 1 — модификация Т-64А с установкой газотурбинного двигателя ГТД-1000Т. В ходе испытаний была выявлена ненадёжность ходовой части Т-64 и невозможность реализации возросших динамических характеристик танка с газотурбинным двигателем[12]. Всего изготовлен 31 танк этой модификации[13].
- Объект 219 сп 2 — предсерийный образец с новой ходовой частью для полной реализации возможностей газотурбинного двигателя. На танк также установлены гусеницы с обрезиненной беговой дорожкой и резинометаллическими шарнирами. Изготавливался небольшой серией из 127 танков в период с 1971 по 1976 год[13].
- Объект 219 сп 2 — основной боевой танк Т-80. Первый принятый на вооружение серийный вариант с двигателем ГТД-1000Т (1000 л. с.) и башней, унифицированной с Т-64А, 125-мм пушкой 2А46-1 с теплозащитным кожухом, электромеханическим МЗ (от Т-64А) и оптическим прицелом-дальномером ТПД-2-49. Боевая масса — 42 т. Серийно производился с 1976 по 1978 год.
  - Объект 219А — опытный основной танк Т-80А. Разрабатывался с середины 1970-х параллельно с «Объектом 478». В 1982 году создан опытный образец. В 1984 году опытный образец был оборудован навесной динамической защитой[14].
  - Объект 219 — на танк установлена 125-мм пушка 2А46М-4, вспомогательная силовая установка ГТА-18; противопожарное оборудование ППО «ИНЕЙ», ночной прибор механика водителя ТВН-5 «Манго», КУО 1А45М (ПДПН-1Г46М, ИУС 1В558, СТВ-2Э42М), тепловизионный прицел «Агава-2» и новый отвал для самоокапывания, включённый в схему защиты. Применено радиопоглощающее покрытие РПЗ-86М. Механизм заряжания доработан под размещение снарядов БПС длиной 750 мм. Первоначально устанавливался тепловизионный прицел «Прогресс-2» (Т01-П05), затем Т01-К05 «Буран-М»[15].
  - Объект 219Р — основной боевой танк Т-80Б. Установлены: КУВ 9К112-1 «Кобра» и СУО 1А33 (лазерный прицел-дальномер 1Г42, БВ 1В517, стабилизатор 2Э26М, блок разрешения выстрела 1Г43, комплект датчиков), пушка 2А46-2, система запуска дымовых гранат 902А «Туча», усилено бронирование башни; с 1980 года устанавливался двигатель ГТД-1000ТФ (1100 л.с.) и башня, унифицированная с Т-64Б; с 1982 года устанавливалась пушка 2А46М-1. Боевая масса 42,5 т. Принят на вооружение в 1978 году[16]. С 1984 по ОКР «Отражение» на ВЛД наваривалась дополнительная стальная плита толщиной 30 мм.
    - Объект 219РВ — основной боевой танк Т-80БВ. Модификация Т-80Б с навесной динамической защитой «Контакт» и усиленным бронированием ВЛД; боевая масса 43,7 т. Принят на вооружение в 1985 году[17].
      - Объект 219М — вариант комплексной модернизации танка Т-80БВ.
      - Т-80БВМ — российская модернизация танка Т-80БВ, разработанная ОАО «Омсктрансмаш». Модернизация включает в себя установку многоканального прицела наводчика «Сосна-У», включающего в себя визирный, тепловизионный, дальномерный каналы, а также канал управления ракетой. На танк установлена 125 мм пушка 2А46М-4, доработанный газотурбинный двигатель ГТД-1250, стабилизатор вооружения 2Э58[18] и прибор наблюдения механика-водителя ТВН-5. Повышение командной управляемости танка Т-80БВ обеспечивается установкой ультракоротковолновой радиостанции Р-168-25У-2 «Акведук» и введены мероприятия по уменьшению расхода топлива. Механизм заряжания доработан под размещение БПС С-1 и С-2. Для защиты от огня противника машина оснащена противокумулятивными решётчатыми экранами и комплексом модульной динамической защиты «Реликт». С 2018 года планируется установка комплекса активной защиты «Арена-М». Боевая масса 46 т[19].
        - Т-80БВМ обр. 2022

      - Т-80БВ обр. 2022

    - Объект 219РД — опытная модификация танка Т-80Б с установкой дизельного двигателя А-53-2 (2В-16-2) мощностью 1000 л.с[20].
    - Объект 219Е — опытная модификация танка Т-80Б с установкой комплекса электро-оптической активной защиты от высокоточного оружия «Штора-1»[21].
    - Объект 292 — опытный танк на базе шасси танка Т-80БВ была установлена новая башня со 152-мм пушкой и новым механизмом заряжания, который находился, в отличие от Т-80, в коробчатой задней части башни.
    - Объект 630 — основной боевой танк Т-80БК. Отличался от танка Т-80Б установкой средств связи нового поколения, навигационной аппаратуры ТНА-4, артиллерийском буссоли, 11-метрового антенно-мачтового устройства и системы электропитания с бензоэлектрическим генератором мощностью 1 кВт. Танк серийно производился на Омском заводе транспортного машиностроения в 1984 -1990 гг. Всего в танковые войска Советской Армии было поставлено 256 танков Т-80БК.

  - Объект 219АС — основной боевой танк Т-80У. Бронирование корпуса аналогично Т-80БВ. Применена новая башня с усиленным бронированием и «ячеистым наполнителем». Установлены: комплекс управляемого вооружения (КУВ) 9К119 «Рефлекс» и комплекс управления оружием 1А45 «Иртыш» (лазерный прицел-дальномер 1Г46, электронный БВ, стабилизатор 2Э42, ПРНК ТПН-4С, комбинированный ночной прицел ТПН-4 «Буран-ПА/M»), пушка 2А46М-1, система запуска дымовых гранат 902Б «Туча», ППО 3ЭЦ13 «Иней», новая ВДЗ «Контакт-5»; с 1990 года устанавливался двигатель ГТД-1250 (1250 л.с.) и КУВ 9К119М «Инвар». Боевая масса 46 т. Принят на вооружение в 1985 году.
    - Объект 630А — основной танк Т-80УК. Командирский вариант Т-80У. Установлены: система «Штора-1», тепловизор «Агава-2», новый датчик параметров атмосферы, радиостанции Р-163У и Р-163К, навигационная система ТНА-4, система дистанционного подрыва ОФ-снарядов, автономная энергоустановка АБ-1-П28. Принят на вооружение в начале 1990-х[22].
      - Объект 219АМ-1 — основной танк Т-80УА. Вариант модернизации танка Т-80У. При модернизации по варианту Т-80УА на танк устанавливается: пушка 2А46М-4, модернизированный комплекс управления огнём (КУО) 1А45-1, устройство учёта изгиба ствола УУИ-2, дневно-ночной прицельный комплекс командира ТО1-КО4, ночной прицельный комплекс наводчика ТО1-КО5 (как вариант устанавливается тепловизионный прицел «Плиса»), комплекс оптико-электронного подавления «Штора»[23].
      - Объект 219АС-М — основной танк Т-80УМ. Модернизация 1992 года. Модернизированный вариант Т-80У (тепловизор «Агава-2», радиопоглощающее покрытие, радиостанция Р-163-50У).
      - Объект 219АС-М1 — основной танк Т-80У-М1 «Барс». Модификация 1997 года. Вариант Т-80УМ с комплексом активной защиты «Арена-Э», установлен двигатель ГТД-1250Г, пушка 2А46М-4, оснащён дополнительно следующими системами и комплексами: «Штора-1», «Велиж», ТВН-5, Р-163-50У, Р-163УП, системой кондиционирования воздуха.
      - Объект 219АС-1 — основной танк Т-80УЕ-1. Модернизация Т-80БВ. Установлено боевое отделение танка Т-80УД, газотурбинный двигатель ГТД-1250 мощностью 1250 л. с. , воздухозаборное устройство, позволяющее преодолевать без подготовки брод глубиной до 1,8 м, автономный энергоагрегат мощностью 18 кВт, тепловизор «Плиса» и средства связи Р-168, устройство ввода поправок УВП 1В216М для 15 типов баллистик, встроенная динамическая защита Контакт-5, введены мероприятия по уменьшению расхода топлива, усовершенствованная СУО 1А45-1[23][24][неавторитетный источник].
      - Безымянная опытная модификация основного боевой танк Т-80У с КАЗ «Дрозд-1»[25], в иностранной литературе называемая  Т-80УМ2[26].
      - Т-80УМ2 — опытный основной боевой танк Т-80У с КАЗ «Дрозд-2»[27][28][29][30][31] однако некоторые эксперты неуверенны в разделении характеристик Т-80УМ2 от характеристик  танка «Чёрный орёл»[32].
      - Объект 640 — опытный основной боевой танк «Чёрный орёл» — результат значительной модернизации Т-80У, в иностранной источниках также  называемый  Т-80УМ2[33][34].
      - Т-80УЕ — модификация 1995 года. Вариант Т-80УМ, разработанный специально для греческого тендера; установлены гидрообъёмная передача и новые органы управления.

  - Объект 644 — опытная модификация Т-80Б с установкой дизельного двигателя В-46-6.[35][неавторитетный источник].
  - Объект 478 — опытный основной танк. Представлял собой шасси Т-80 с дизельным двигателем 6ТД и башней «Объекта 476»[36].
    - Объект 478М — проект основного танка, выполненный в 1976 году. Представлял собой дальнейшую модернизацию «Объекта 478». Среди основных изменений была установка комплекса активной защиты «Шатёр» и нового дизельного двигателя 12ЧН, мощностью 1500 л.с[37].
    - Объект 478Б — основной танк Т-80УД «Берёза». Модификация танка Т-80У с дизельным двигателем. Установлены двухтактный, оппозитный, многотопливный, 6-цилиндровый дизельный двигатель 6ТД (1000 л. с.), зенитная пулемётная установка с дистанционным управлением; первые варианты оснащались навесной ДЗ, с 1988 года — встроенная ДЗ, как на Т-80У; боевая масса 46 т. Принят на вооружение в 1987 году. До распада СССР выпущено около 800 Т-80УД, после распада — около 50. К 1995 году все Т-80УД в российской армии выведены из эксплуатации.
      - Объект 478БК — опытная модификация Т-80УД со сварной башней.
      - Объект 478БЭ — украинский экспортный серийный вариант танка Т-80УД с литой башней. Изготовлен один экземпляр.
      - Объект 478БЭМ1 — экспортный Т-80УД с КАЗ «Дрозд»[38].
      - Объект 478БЭ-1 — украинский экспортный серийный вариант танка Т-80УД со сварно-катанной башней. Серийно не производился.
      - Объект 478Д — опытный основной танк на базе Т-80УД с ночным прибором наблюдения ТПН-4 «Буран-Э» и системой стрельбы осколочно-фугасными снарядами «Айнет», подрывающими их в заданной точке. Не производился.
      - Объект 478ДУ — украинский экспортный опытный основной танка Т-80УД с ходовой частью по типу Т-64. Проходил испытания в Пакистане, изготовлен один экземпляр.
      - Объект 478ДУ1 — украинский экспортный опытный вариант танка Т-80УД с ходовой частью по типу Т-80. Проходил испытания в Пакистане, изготовлен один экземпляр.
      - Объект 478ДУ2 — украинский основной танк Т-84. Усовершенствованный вариант Т-80УД. Оснащён сварно-катаной башней, системой «Штора-1», новой ДЗ, а также двигателем 6ТД-2. Изготовлен опытный образец, прошёл испытания. Серийно не выпускался.
      - Объект 478ДУ3 — украинский проект модернизации Т-84.
      - Объект 478ДУ4 — украинская опытная модернизация Т-84 с установкой усовершенствованной коробки переключения передач.
      - Объект 478ДУ5 — украинская опытная модернизация Т-84 с установкой кондиционера.
      - Объект 478Н — украинский экспортный вариант Т-84-120 «Ятаган» со 120-мм пушкой (под стандарт НАТО), созданный специально для тендера в Турции. Оснащён двигателем 6ТД-2 (1200 л.с.); установлены новая сварная башня с АЗ в кормовой нише и встроенная ДЗ «Нож».
        - Объект 478Н1 — Ятаган, адаптированный под серийное производство, изготовлен один экземпляр.

      - Объект 478ДУ6 — украинский проект модернизации Т-84. Серийно не производился.
      - Объект 478ДУ7 — украинская опытная модернизация Т-84. Не производился.
      - Объект 478ДУ8 — украинская опытная модернизация Т-84. Не производился.
      - Объект 478ДУ9 — украинский основной танк Т-84 «Оплот» (Т-84У[6]). Усовершенствованный вариант Т-84.
        - Объект 478ДУ9-1 — украинский основной танк БМ «Оплот»(«Оплот-М»). Усовершенствованный вариант Т-84 «Оплот» . Изготовлен один экземпляр для нужд ВСУ.
        - Объект 478ДУ9-Т — серийный «Оплот-Т» для Таиланда, отличается от 478ДУ9-1 установкой кондиционера и вспомогательной силовой установкой. Изготовлено 49 штук.

      - Объект 478ДУ10 — украинский проект установки панорамы на серийные 478ДУ9.
      - Объект 478ДУ11 — украинский проект танка Т-84 «Оплот-2М» [39]

## Машины на базе танка

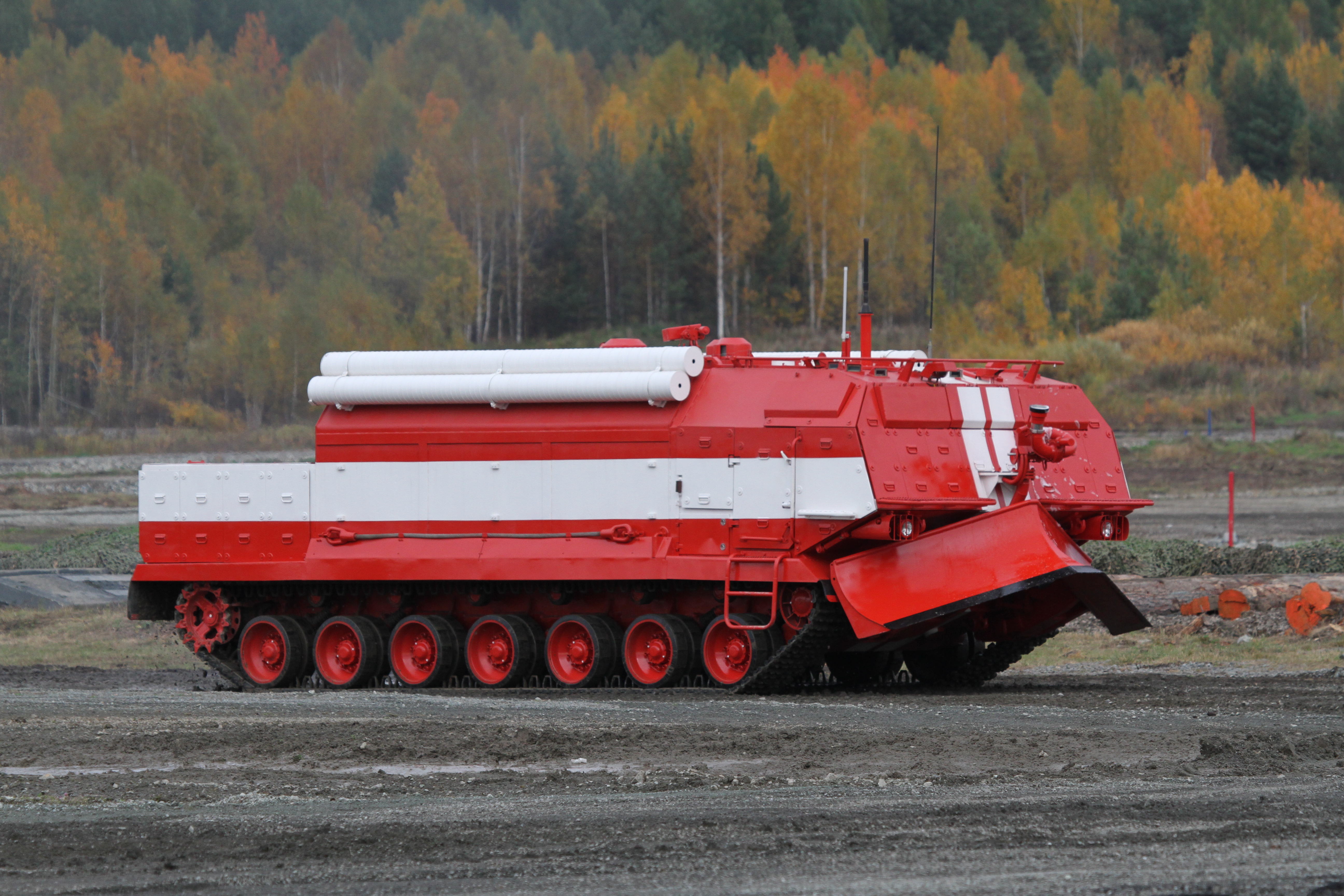
СПМ на Russia Arms Expo 2013

- Ладога — высокозащищённое транспортное средство.
- БРЭМ-80У — бронированная ремонтно-эвакуационная машина.
- БТМ-4М — траншейный экскаватор для быстрой прокладки канав, траншей и окопов.
- 2С19 «Мста-С» — самоходная артиллерийская установка.
- СПМ — специальная пожарная машина.
- ПДП — Переправочно-десантный паром.

## Конструкция танка Т-80
(при написании раздела использовалась информация из «Технического описания и инструкции по эксплуатации танка Т-80Б», кн.1, М. ВИ, 1984 год.)
Танк Т-80 — это гусеничная высокоподвижная боевая машина с ракетно-пушечным и пулемётным вооружением, предназначенная для круглосуточного решения широкого круга боевых задач, в том числе в условиях применения оружия массового поражения.
Высокая подвижность танка обеспечивается установленным на нём газотурбинным двигателем. Средняя скорость движения танка по сухой грунтовой дороге составляет 40-45 км/ч, максимальная скорость танка — 70 км/ч.
Запас хода танка (по топливу) по шоссе составляет 500 км, с дополнительными бочками — 600 км; запас хода по грунтовой дороге 335 км (410 с дополнительными бочками). Расход топлива по шоссе лежит в пределах 430—500 литров на 100 км.
Экипаж танка состоит из трёх человек: командира, наводчика и механика-водителя.

### Общее устройство танка Т-80
Основные сборочные единицы, оборудование и системы танка Т-80:
- корпус
- башня
- ходовая часть
- силовая установка
- трансмиссия
- электрооборудование
- средства связи
- приборы прицеливания и наблюдения
- система коллективной защиты
- система обогрева
- система пуска дымовых гранат
- термодымовая аппаратура
- оборудование для подводного вождения
- оборудование для самоокапывания
- оборудование для установки противоминного трала

Внутри танк разделён на три отделения:
- отделение управления
- боевое отделение
- силовое отделение

Отделение управления расположено в передней части корпуса танка и включает рабочее место механика-водителя с органами управления движением танка и приборами для вождения днём и ночью.
Боевое отделение расположено в средней части танка и образовано сочетанием корпуса с башней. В башне смонтирована 125 мм гладкоствольная пушка с механизмом заряжания и спаренный с ней пулемёт ПКТ. В корпусе танка размещена кабина кругового вращения, состыкованная с башней. Справа от пушки в кабине расположено место командира танка с командирской башенкой, слева от пушки — место наводчика. В боевом отделении также находятся различные приборы наблюдения и связи, другое оборудование.
Силовое отделение находится в кормовой части корпуса. В нём продольно расположен газотурбинный двигатель с агрегатами, которые в сборе образуют моноблок. Также в силовом отделении смонтированы агрегаты управления двигателем и трансмиссией, другие узлы, агрегаты и датчики, а также баки: расходный и задний топливные баки и маслобак трансмиссии. Силовое отделение закрывается съёмной крышей из двух половин.

### Корпус
Корпус танка — сварная бронекоробка, состоящая из носовой части, бортов, кормы, крыши, днища, перегородки и крыши силового отделения. В отделении управления на бортах и крыше изнутри установлены листы подбоя.

### Башня
Представляет собой фасонную отливку из броневой стали, в верхней части которой приварена крыша. В передней части башни находится амбразура для установки пушки. Башня устанавливается на шариковой опоре, расположенной в кольцевой выточке переднего и заднего листов крыши корпуса танка.

### Силовая установка
На танке установлен газотурбинный трёхвальный, с двухкаскадным турбокомпрессором, силовой турбиной и регулируемым сопловым аппаратом силовой турбины двигатель марки ГТД-1000ТФ. Максимальная мощность двигателя 1100 л. с. при максимальном удельном расходе топлива 230 гр/(л. с.· час). Часовой расход топлива на режиме малого газа не более 70 л.
Габаритные размеры двигателя 1495х1042х888 мм. Масса блока двигателя с редуктором составляет 1050 кг.
Технический ресурс двигателя — 1000 часов, гарантийный ресурс — 500 часов.
Двигатель многотопливный. Основное топливо — авиационный керосин марки РТ. Резервные топлива: авиационные Т-1, ТС-1; дизельные топлива Л, З и А; неэтилированный автомобильный бензин А-72.
Топливная система танка: внутренние баки ёмкостью 1100 литров, наружные баки 700 литров, дополнительные баки — две бочки по 200 литров.
Система смазки двигателя закрытая под давлением. Применяемые масла: основное — синтетическое авиационное масло типа Б-3В, резервные — ИПМ-10, 36/1КУА. Общая ёмкость маслосистемы 45 литров.
Воздушная система: давление создаёт установленный на двигателе поршневой насос АК-150СВ с рабочим давлением 135—165 кг/см2.
Запуск двигателя происходит по программе, реализуемой автоматическим пусковым устройством АПУ-71.
Продолжительность циклов двигателя:
- запуск — 53-57 сек
- продувка — 22,5-25,5 сек

### Трансмиссия
Механическая, с гидравлическим включением фрикционных элементов. Конструктивно состоит из двух сборочных единиц, каждая из которых объединяет бортовую коробку передач и бортовой редуктор. Каждая бортовая передача имеет четыре передачи переднего хода и одну заднего хода. Передаточные числа коробки:
- 1-я передача — 4,38 (макс. скорость 16,0 км/ч)
- 2-я передача — 2,16 (макс. скорость 32,3 км/ч)
- 3-я передача — 1,36 (макс. скорость 48,0 км/ч)
- 4-я передача — 1,00 (макс. скорость 70,0 км/ч)
- задняя передача — 6,36 (макс. скорость 11 км/ч)

Бортовой редуктор планетарный, передаточное число 5,45.
Масса коробки передач с редуктором 850 кг.
Масляная система трансмиссии под давлением. Заправочная ёмкость (полная) 60 литров масла Б-3В.

### Ходовая часть
Гусеничный движитель с задним расположением ведущих колёс.
Гусеница металлическая с резинометаллическим шарниром, обрезиненной беговой дорожкой и цевочным зацеплением. Число траков — 80. Ширина гусеницы — 580 мм. Масса гусеницы в сборе 1767 кг.
Ведущие колёса зубчатые, литые, со съёмными венцами, на 12 зубьев. Масса ведущего колеса 188 кг.
Направляющие колёса цельнометаллические литые. Масса направляющего колеса в сборе с кривошипом 230 кг.
Опорные катки двухдисковые с наружной амортизацией и съёмными дисками. Количество катков 12 шт. Масса одного диска катка 78 кг.
Поддерживающие катки однобандажные, с наружной резиновой амортизацией, в кол-ве 10 шт. Масса одного катка 12 кг.
Подвеска торсионная с гидравлическими телескопическими амортизаторами. Амортизаторы установлены на подвесках первого, второго и шестого опорных катков.

### Электрооборудование
Бортовая сеть танка постоянного тока, однопроводная с минусом на массе. Источники тока — на двигателе установлен авиационный генератор ГС-18МО на напряжение 28,5 вольт и четыре свинцовые кислотные стартерные аккумуляторные батареи 12СТ-85Р. Общая ёмкость батарей 340 А·час.
Генератор отдаёт в сеть ток максимально до 600 ампер, при оборотах ротора генератора в диапазоне 4200-9000 об/мин.
Для раскрутки двигателя при запуске используется авиационный стартер-генератор ГС-12ТО. С ним работает панель управления ПУС-71.

### Средства связи
- радиостанция Р-123М
- танковое переговорное устройство на 4 абонента Р-124

### Приборы прицеливания, наблюдения и ориентирования
- Дневные приборы наблюдения ТПНО-160, пять шт. (2 у командира и 3 у механика-водителя).
- Два прибора ТНПА-65 (2 у командира и 1 у наводчика).
- Прибор командира танка ТКН-3В (дневной и ночной, с кратностью днём 5, ночью 4,2)
- Электронно-оптический бинокулярный прибор наблюдения механика-водителя ТВНЕ-4Б
- Курсоуказатель у механика-водителя — гирополукомпас ГПК-59.

Фары осветительные: ФГ-127 (с насадкой), две ФГ-126, ФГ-125 (к ночному прибору ТВНЕ-4Б).
ИК-осветители: ОУ-3ГКУ (к ТКН-3), Л-4А (к ТПН3-49)

### Система коллективной защиты
Танк оборудован автоматической системой защиты экипажа от поражения при ядерном взрыве или при применении отравляющих веществ. В качестве датчика установлен прибор радиационной и химической разведки, также имеется аппаратура управления исполнительными устройствами 3ЭЦ11-2 и фильтровентиляционная установка для создания избыточного давления воздуха в танке (подпора).

### Противопожарное оборудование
В танке смонтирована автоматическая система пожаротушения, состоящая из аппаратуры 3ЭЦ11-2, трёх баллонов с фреоном 114В2 и 15 датчиков пожара. Имеется ручной углекислотный огнетушитель.

### Система обогрева
Отбор воздуха на обогрев танка производится от турбокомпрессора двигателя с температурой отбираемого воздуха 300°С. Положительная температура в танке (зимой) достигается через приблизительно 10 минут.

### Система пуска дымовых гранат
На танке установлена система 902Б, состоящая из 8 пусковых установок для дымовых гранат калибром 81 мм. Дальность пуска гранат — 250—300 метров.

### Термодымовая аппаратура
Используется для маскировки танка посредством постановки дымовой завесы. Продолжительность непрерывной работы 10 мин при расходе топлива за цикл 10 литров.

### Оборудование для подводного вождения
Танк оснащён съёмным оборудованием для подводного вождения, позволяющим преодолевать водные преграды глубиной до 5 метров, без ограничения ширины брода. Без подготовки танк преодолевает водные преграды глубиной до 1,2 м, с подготовкой 15 мин — до 1,8 метра. В танке установлено два водооткачивающих насоса с производительностью 100 литров/мин.

### Оборудование для самоокапывания
Танк оснащён встроенным бульдозерным оборудованием для самоокапывания. Ширина отвала 2140 мм. Время самоокапывания танка составляет от 12 до 40 мин (зависит от грунта).

### Оборудование для установки противоминного трала
На танк может устанавливаться колейный ножевой противоминный трал КМТ-6.

### Вооружение
- гладкоствольная пушка 2А46М-1 калибра 125 мм. Пушка с автоматом заряжания обеспечивает боевую скорострельность 6-8 выстрелов в минуту. Наибольшая прицельная дальность стрельбы 4000 метров (бронебойный подкалиберный, кумулятивный или управляемый снаряд), 5000 (осколочно-фугасный снаряд). Максимальная дальность стрельбы осколочно-фугасным снарядом до 10000 метров. Углы обстрела: угол возвышения от +15° до −5°, в горизонтальной плоскости 360°. Количество выстрелов к пушке в боекомплекте танка — 38 шт.
- спаренный с пушкой пулемёт ПКТ калибра 7,62 мм. Наибольшая прицельная дальность стрельбы 1600 метров. Число патронов в ленте 250 шт. Боекомплект к пулемёту в танке — 2000 патронов, в 8-ми магазинах (коробах).
- зенитный пулемёт «Утёс» танковый (НСВТ-12,7) калибра 12,7 мм. Наибольшая прицельная дальность стрельбы по воздушным целям 1500 метров, по наземным целям 2000 метров. Число патронов в ленте 100 шт. Боекомплект к пулемёту в танке — 300 патронов.
- автомат АКМС. Боекомплект — 300 патронов.
- сигнальный пистолет 26 мм, в боекомплекте 12 патронов
- 10 ручных оборонительных гранат Ф-1

Механизм заряжания пушки — гидромеханический конвейер, вместимость 28 выстрелов. Продолжительность заряжания одного выстрела 7,1 сек. Время загрузки конвейера 13-15 минут. Жидкость в гидросистеме конвейера — гидравлическое масло МГЕ-10А.

#### Система управления огнём
Система 1А33. Включает:
- гиростабилизированный прицел-дальномер 1Г42
- электронный баллистический вычислитель 1В517
- двухплоскостной гидравлический стабилизатор вооружения 2Э26М

#### Комплекс управляемого вооружения
Система 9К112-1. Включает:
- активно-реактивный управляемый снаряд 9М112 «Кобра» с кумулятивной боевой частью
- оптико-электронная радиоимпульсная аппаратура управления 9С461-1
- электронно-оптический монокулярный ночной прицел ТПН3-49

## Где можно увидеть

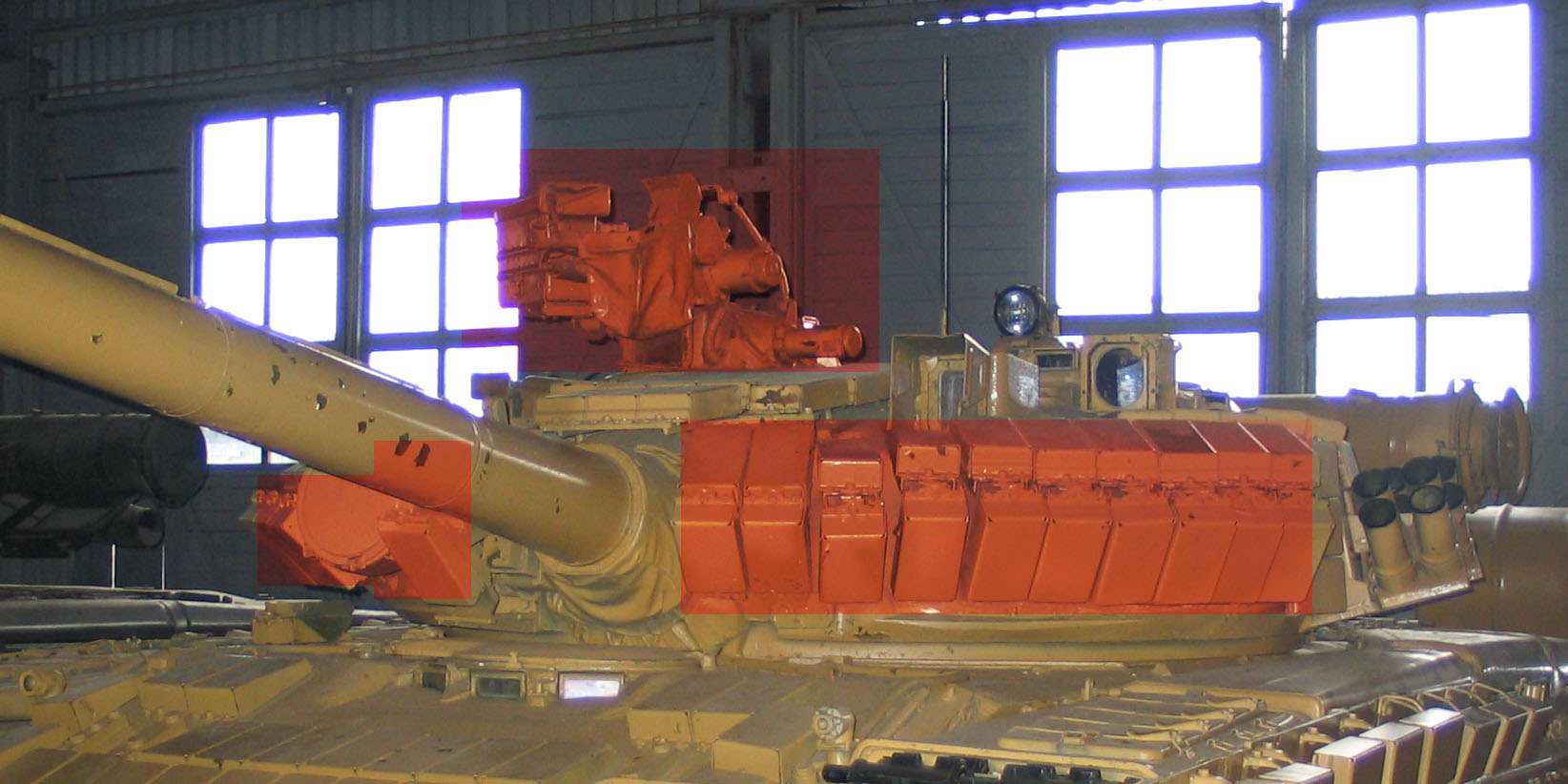
Объект 219А в музее Кубинка

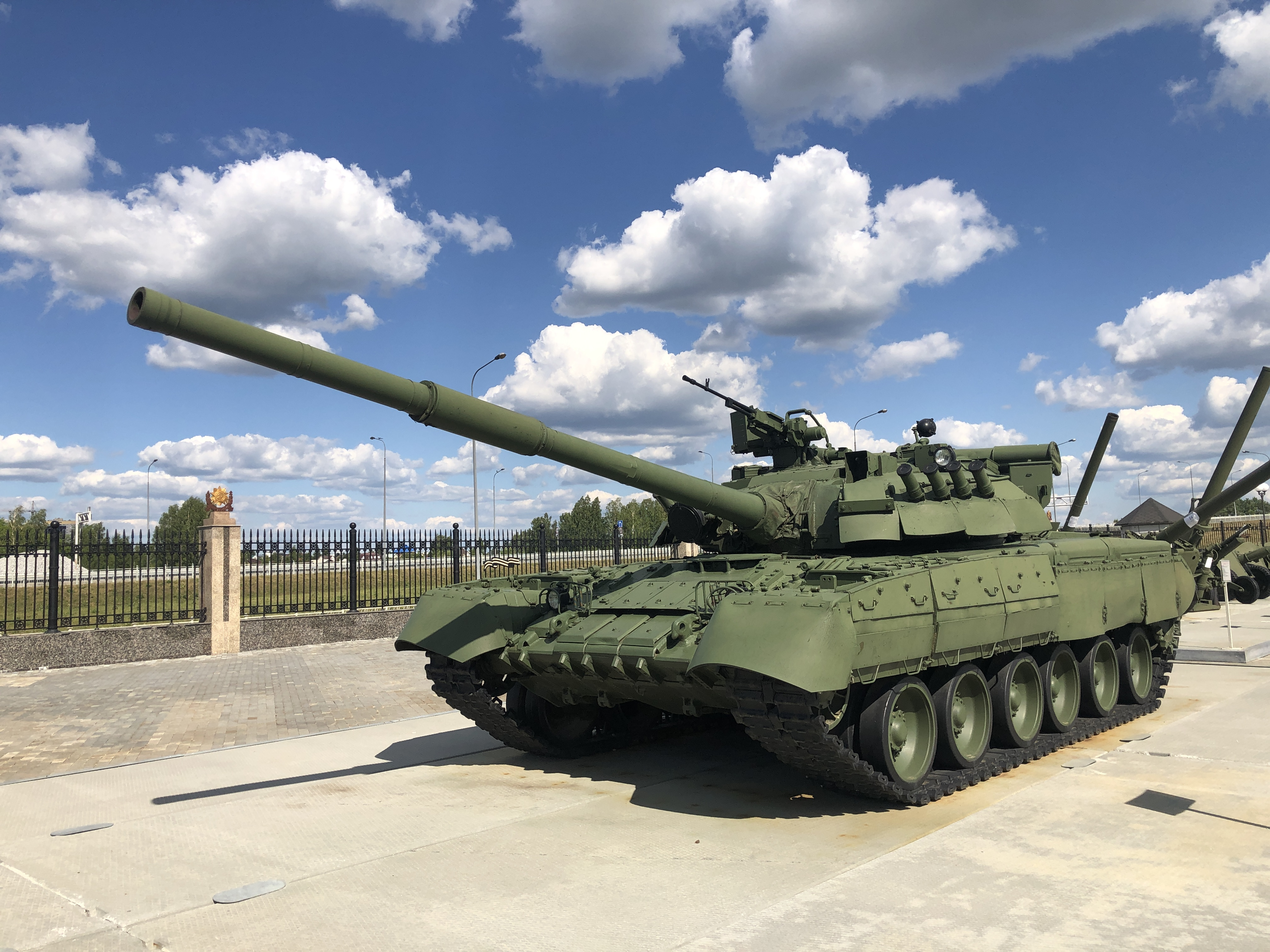
Т-80УД в Музейном комплексе УГМК, Верхняя Пышма, Свердловская область

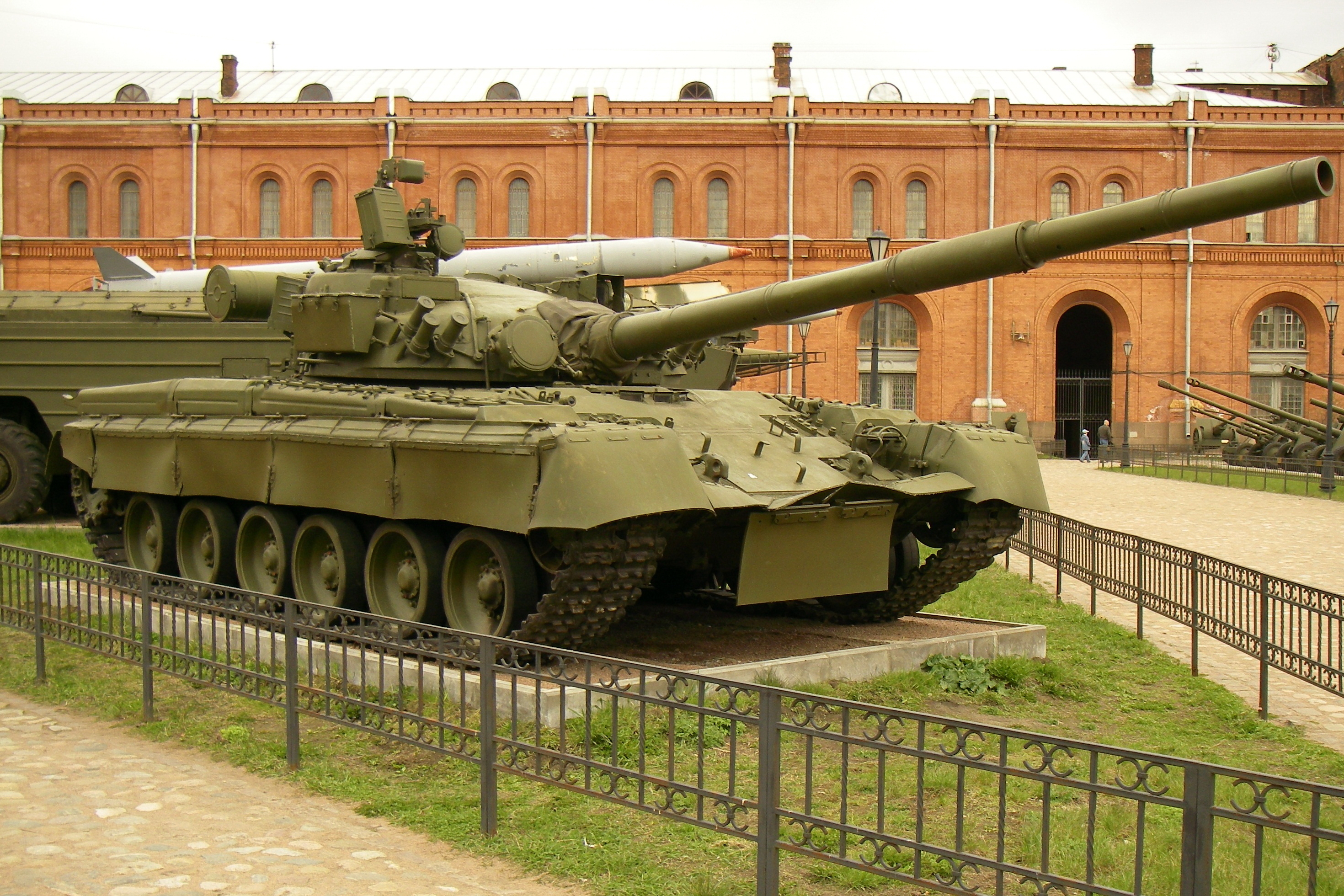
Т-80Б в Артиллерийском музее Санкт-Петербурга

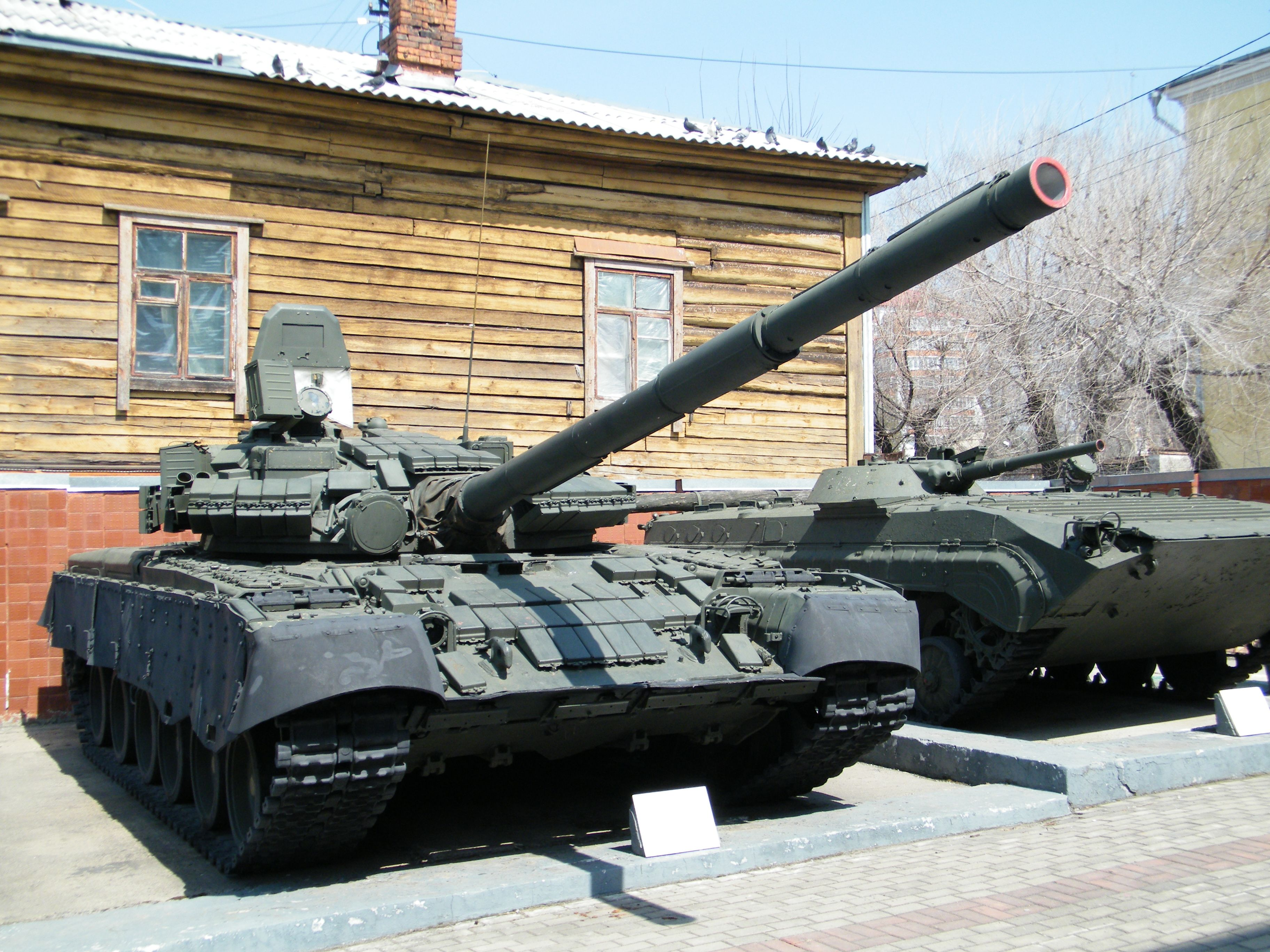
Т-80БВ в Хабаровске

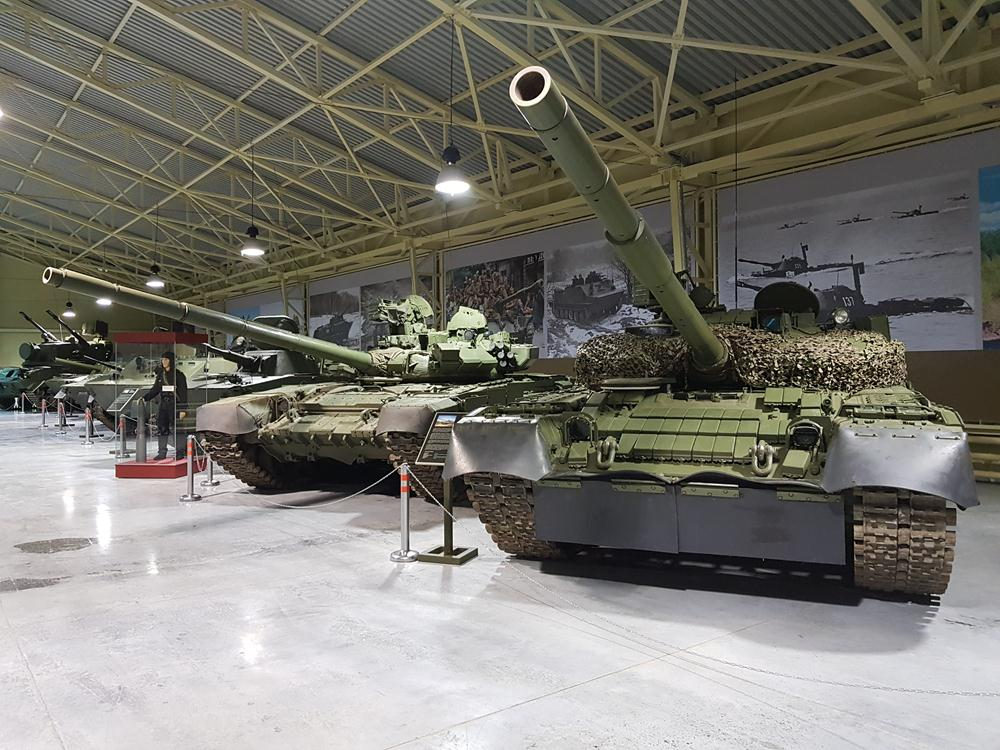
Т-80БВ в Музее отечественной военной истории в Падиково (слева танк Т-90)

- п. Архангельское, Московская область — Т-80Б, Музей техники Вадима Задорожного;
- г. Брянск — Т-80Б, Мемориальный комплекс «Партизанская поляна»[40];
- г. Бугуруслан — Т-80, установлен на аллее военной техники у берега реки Большой Кинель;
- г. Волгоград — Т-80Б на открытой площадке возле памятника пожарно-спасательному катеру «Гаситель». ЖК «Паруса»
- г. Верхняя Пышма, Свердловская область — Т-80УД, Музейный комплекс УГМК;
- г. Видное, Московская область — Т-80Б, установлен перед обелиском-памятником погибшим в Великой Отечественной войне;
- г. Вологда, Вологодская область — Т-80БВ, установлен в Парке Победы;
- г. Екатеринбург, — Т-80БВ, у Штаба Центрального военного округа со стороны ул. Бажова;
- с. Ермекеево (Республика Башкортостан) - Т-80, Парк Победы.
- г. Зеленодольск, Республика Татарстан — Т-80БВ[41];
- г. Казань — Т-80, один из первых образцов, территория бывшего военного танкового училища, так как училище единственное в бывшем СССР готовило командные кадры на данную машину (?);
- г. Казань — Т-80Б, Мемориальный парк Победы в Казани[42];
- п. Каменка, Выборгский район Ленинградской области — на постаменте, у шоссе А-125;
- г. Каменск-Шахтинский — Т-80Б, парк Патриот
- г. Кострома — Т-80Б и Т-80УД в парке Победы[43];
- г. Кубинка — Т-80, Т-80БВ и Т-80У, Центральный музей бронетанкового вооружения и техники в Кубинке;
- г. Кубинка — Т-80, парк Патриот;
- г. Лысково, Нижегородская область, Т-80Б установлен в Парке Победы;
- г. Ливны, Орловская область, Т-80Б установлен на пересечении улиц Октябрьская и Гайдара;
- г. Москва — Т-80У, на постаменте на военной кафедре Московского института стали и сплавов (?);
- г. Москва — Т-80УД, Московское суворовское военное училище (?);
- г. Москва — Т-80У, на территории Российского государственного социального университета;
- г. Москва — Т-80, на открытой площадке, Центральный музей Вооружённых сил;
- г. Одинцово — Т-80Б, на площадке у Одинцовского историко-краеведческого Музея;
- г. Омск — Т-80БВ, на улице Щербанёва, возле «Дом туриста»;
- д. Падиково, (Истринский район Московской области) — Т-80БВ, в танковом корпусе Музея отечественной военной истории;
- г. Раменское, (Московская область) — Т-80У, на пересечении улиц Гурьева и Михалевича;
- г. Санкт-Петербург — Т-80Б Военно-исторический музей артиллерии, инженерных войск и войск связи;
- г. Санкт-Петербург — Т-80БВ, у НПО Специальных материалов, Нефтяная дорога;
- г. Санкт-Петербург — Т-80Б, на территории 61-го БТРЗ в Стрельне[44];
- г. Саратов — Т-80БВ (или ранний Т-80УД), «Саратовский государственный музей боевой славы» в Парке Победы на Соколовой горе[45];
- г. Сертолово (Ленинградская область) — один из первых серийных Т-80 (объект 219 сп 2 1976 года), перед военной частью на постаменте, перенесён на пересечение Берёзовой и Заречной улиц[46];
- г. Тверь — Парк Победы;
- г. Тула — Новый музей оружия;
- г. Тольятти — ранний Т-80УД, Парковый комплекс истории техники имени К. Г. Сахарова
- г. Хабаровск — Т-80БВ, Военно-исторический музей Восточного (Дальневосточного) военного округа;
- г. Цивильск, Республика Чувашия Т-80Б установлен рядом с домом культуры[47];
- г. Челябинск — предсерийный Т-80 (1974 года), Парк Сад Победы[48];
- г. Череповец — Т-80БВ, Парк Победы
- д. Шолохово (Московская область) — Т-80Б, Музейный комплекс истории танка Т-34;
- г. Уфа — Т-80, установлен на постаменте, аллея Памяти в Шакше, ул. Зелёная, 1;
- г. Южно-Сахалинск — Коммунистический проспект 27 (?)
- г. Юрга — Т-80, Парк Победы, пересечение ул. Кирова и ул. Исайченко
- Беларусь:
- г. Гомель — Т-80Б, Гомельский областной музей военной славы;
- г. Гродно — Т-80Б. Курган Славы.
- д. Лошаны — Т-80Б, историко-культурный комплекс «Линия Сталина».
- г. Костюковичи — Т-80Б. Краеведческий музей.
- г. Мстиславль — Т-80Б. Курган Славы.
- г. Минск — Т-80Б. музей ВА РБ.
- Казахстан:
- г. Караганда — военное училище (?);
- Украина:
- г. Киев — Т-80Б Национальная Академия обороны Украины;
- г. Киев — ранний Т-80УД, Музей Великой Отечественной войны;
- г. Первомайск — Т-80, Музей РВСН[49] в стороне от основной экспозиции;
- г. Харьков — Т-80БВ, на территории Гвардейского имени Верховной Рады Украины факультета военной подготовки НТУ «ХПИ». Ул. Полтавский Шлях, 192[50].

Т-80Б в Музее артиллерии г. Санкт-Петербург
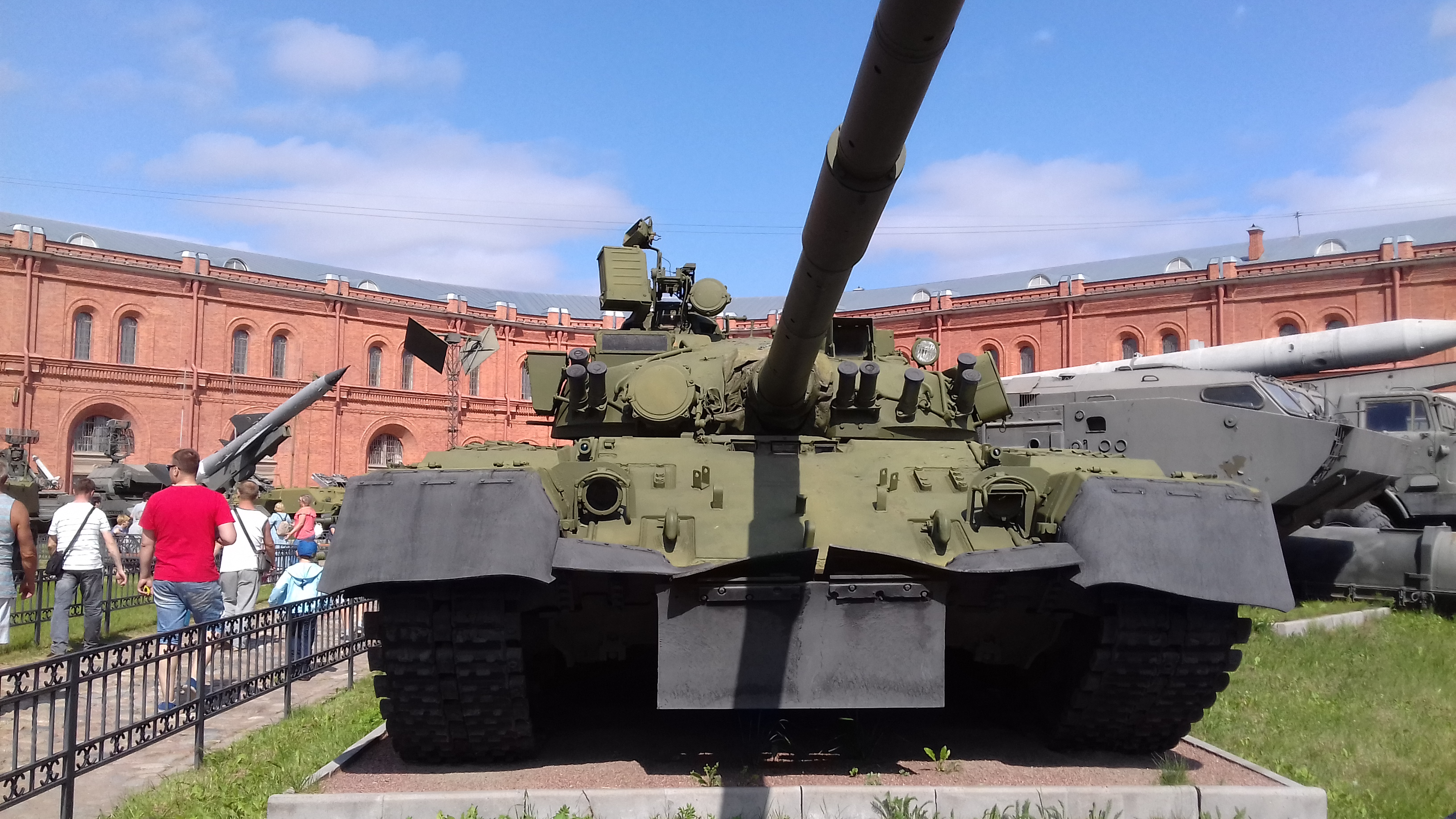
Вид спереди
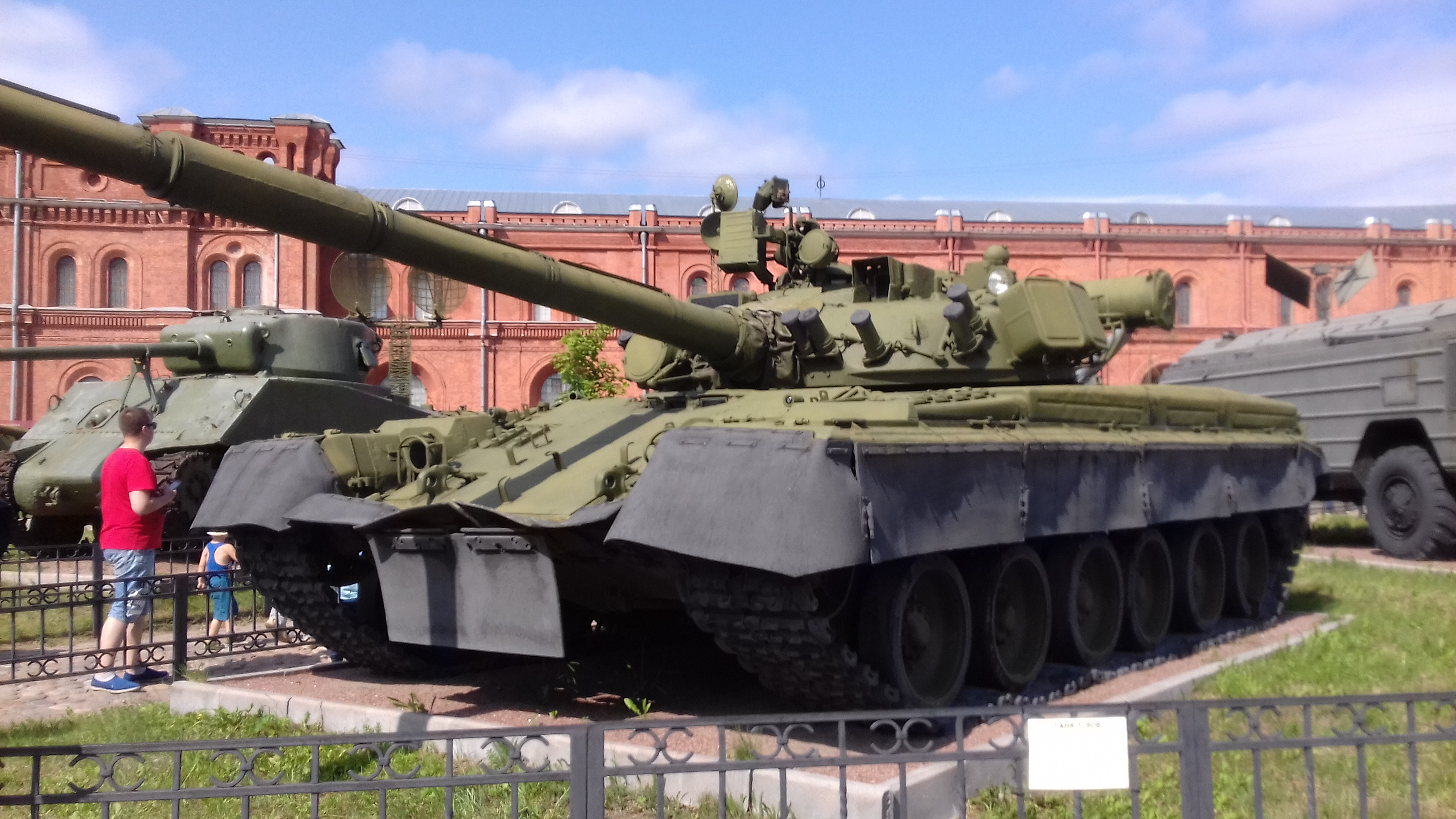
Вид спереди-слева
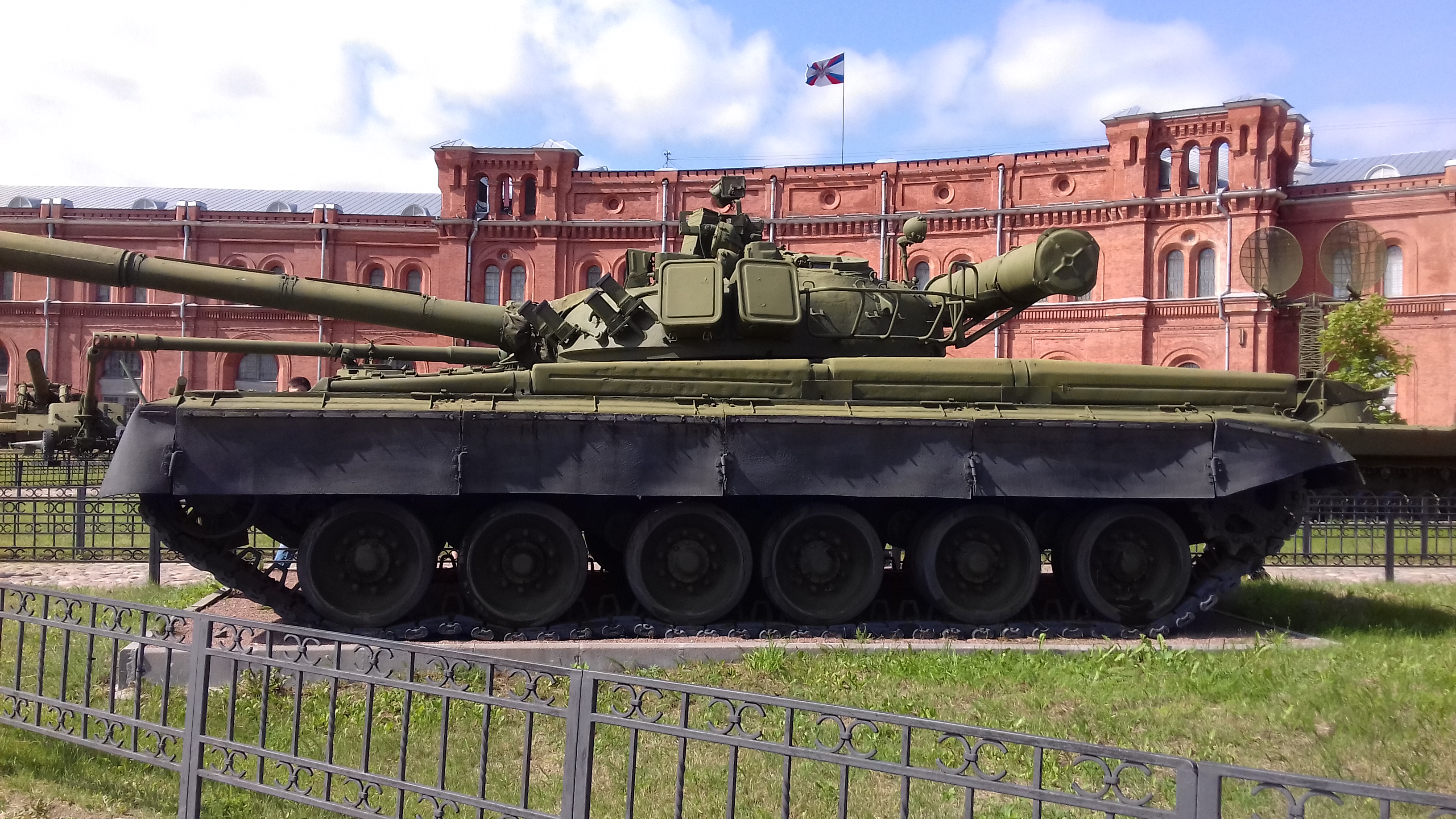
Вид слева
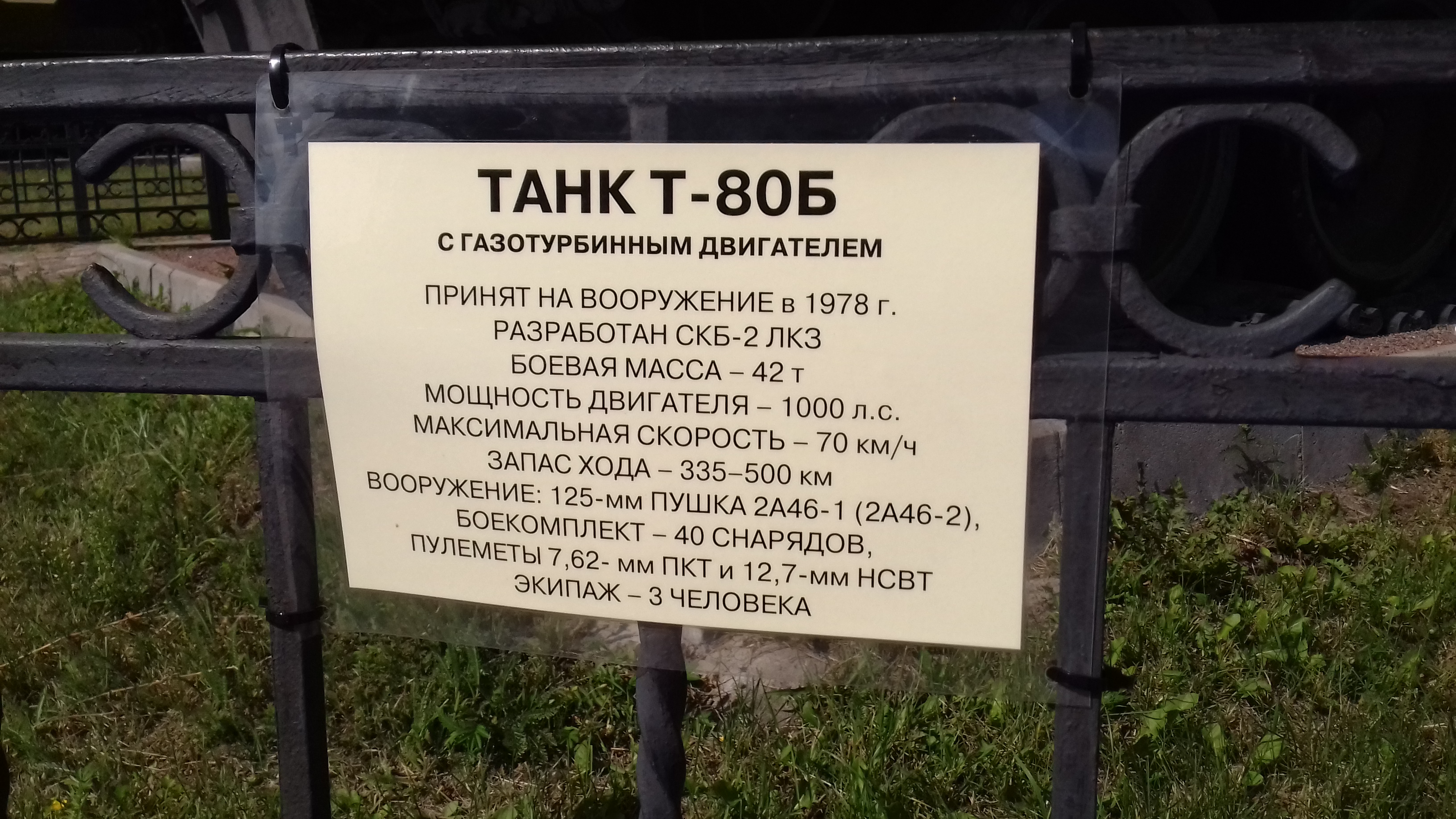
ТТХ Т-80Б

## На вооружении

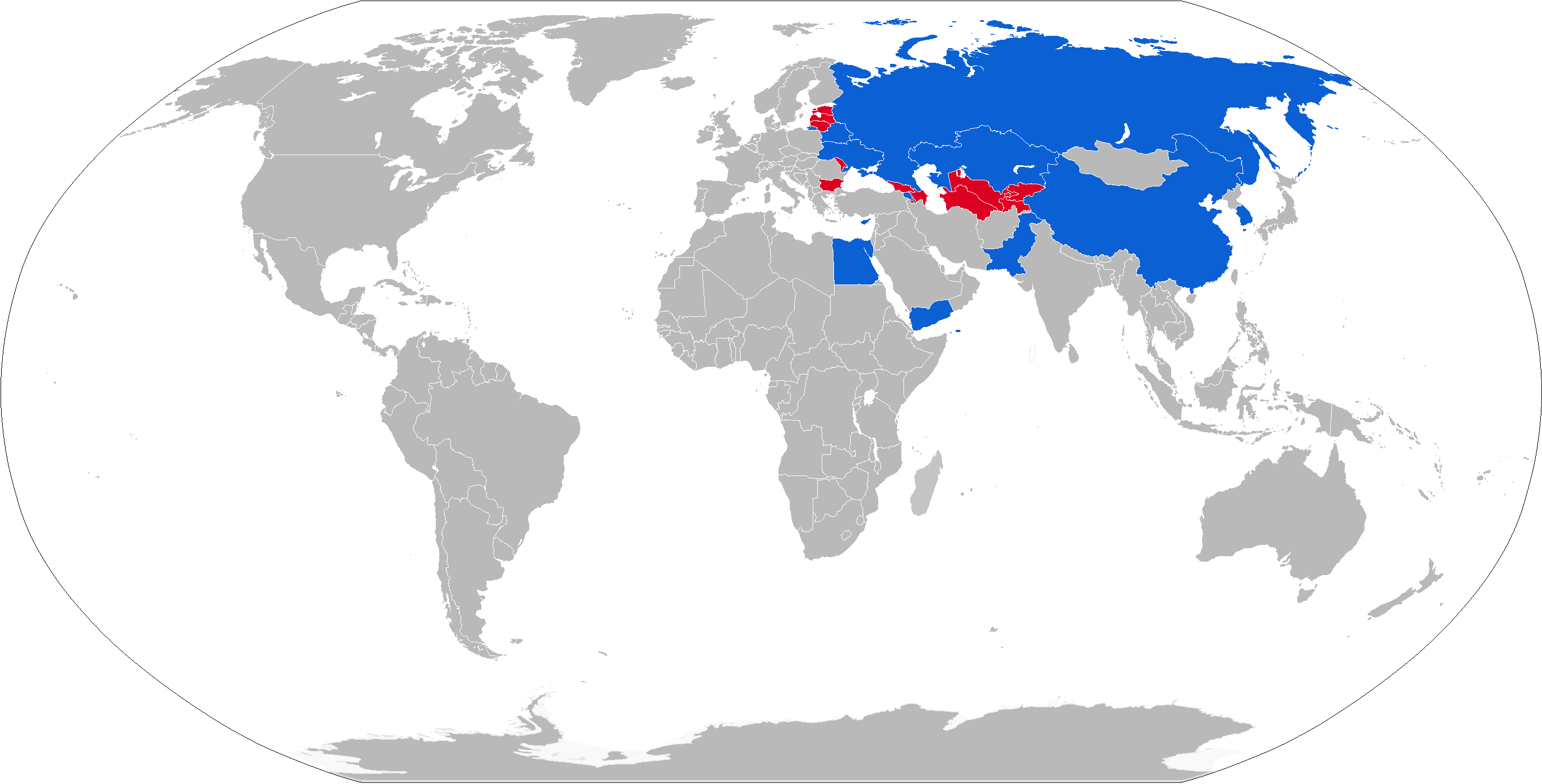
Карта операторов Т-80. Современные операторы выделены синим, бывшие — красным. 2011 год

### Действующие
- Россия
  - Сухопутные войска — 150 Т-80БВ/Т-80У и 100 Т-80БВМ по состоянию на 2024 год[51].
  - Береговые войска ВМФ — 100 Т-80БВ/Т-80БВМ по состоянию на 2024 год[52].
- Пакистан — 315 Т-80УД на вооружении, по состоянию на 2024 год[53].
- Украина
  - Сухопутные войска — 80 Т-80БВ/Т-80БВМ/Т-80У/Т-80УК, по состоянию на 2024 год[54]
  - Десантно-штурмовые войска — некоторое количество модернизированных Т-80БВ, по состоянию на 2024 год[55]
- Кипр — 82 Т-80У на вооружении, по состоянию на 2024 год[56].
- Республика Корея — 40 Т-80У на вооружении, по состоянию на 2024 год[57].

### Бывшие
- Ангола — некоторое количество Т-80, по состоянию на 2013 год[58]. В 2024 нет на вооружении[59].
- Египет — 14 Т-80УК и 20 Т-80У закуплены в 1997[60]. В 2024 нет на вооружении[59].
- СССР — перешли к образовавшимся после распада государствам
  -  Азербайджан — 15 Т-80У, по состоянию на 2009 год[61]. В 2024 нет на вооружении[59].
  -  Беларусь — танки Т-80БВ оказались там после вывода войск из Германии. Всего стране было передано 92 машины, из которых 66 проданы в Йемен[62], а остальные утилизированы[63][64].
  -  Узбекистан — около 80 Т-80БВ, по состоянию на 2016 год. В 2024 нет на вооружении[59].
  -  Казахстан — около 100 единиц Т-80. В 2024 нет на вооружении[59].

### Статус неизвестен
- Йемен — 66 Т-80, по состоянию на 2013 год[65]. По состоянию на 2 февраля 2024 года некоторое количество Т-80БВ присутствует на вооружении йеменских хуситов

### В странах НАТО
- Великобритания — несколько Т-80У куплено через подставные организации для исследований в 1992 году[66][67].
- США — один Т-80У передан Великобританией[66][67]. Четыре Т-80УД получены в 2003 году от Украины[33].

Первой страной, попытавшейся купить танки Т-80, по всей видимости, был Ирак. В 1986 году было заказано несколько танков под обозначением «Т-74» у СССР, но о поставках ничего неизвестно.

## Служба и боевое применение

### Служба
1. 4-я гвардейская танковая дивизия: 330 единиц Т-80 на конец 1980-х гг.;[70]
2. 9-я танковая дивизия: 238 единиц Т-80 на конец 1980-х гг.[70];
3. 10-я гвардейская танковая дивизия: 364 единицы Т-80 на конец 1980-х гг.[70];
4. 11-я гвардейская танковая дивизия: 295 единиц Т-80 на конец 1980-х гг.[70];
5. 16-я гвардейская танковая дивизия: 250 единиц Т-80 на конец 1980-х гг.[70];
6. 20-я танковая дивизия: 335 единиц Т-80 на конец 1980-х гг.[70];
7. 79-я гвардейская танковая дивизия: 322 единицы Т-80 на конец 1980-х гг.[70];
8. 90-я гвардейская танковая дивизия: 249 единиц Т-80 на конец 1980-х гг.[70];
9. 2-я гвардейская мотострелковая дивизия: 29 единиц Т-80 на конец 1980-х гг.;[71]
10. 6-я гвардейская мотострелковая дивизия: 258 единиц Т-80 на конец 1980-х гг.[71];
11. 20-я гвардейская мотострелковая дивизия: 154 единиц Т-80 на конец 1980-х гг.[71];
12. 21-я мотострелковая дивизия: 155 единиц Т-80 на конец 1980-х гг.[71];
13. 27-я гвардейская мотострелковая дивизия: 225 единиц Т-80 на конец 1980-х гг.[71];
14. 32-я гвардейская мотострелковая дивизия: 61 единица Т-80 на конец 1980-х гг.[71];
15. 35-я мотострелковая дивизия: 149 единиц Т-80 на конец 1980-х гг.[71];
16. 39-я гвардейская мотострелковая дивизия: 155 единиц Т-80 на конец 1980-х гг.[71];
17. 45-я гвардейская мотострелковая дивизия: 186 единиц Т-80 на конец 1980-х гг.[71];
18. 54-я мотострелковая дивизия: 40 единиц Т-80 на конец 1980-х гг.[71];
19. 57-я гвардейская мотострелковая дивизия: 56 единиц Т-80 на конец 1980-х гг.[71];
20. 63-я гвардейская мотострелковая дивизия: 75 единиц Т-80 на конец 1980-х гг.[71];
21. 64-я гвардейская мотострелковая дивизия: 40 единиц Т-80 на конец 1980-х гг.[71];
22. 77-я гвардейская мотострелковая дивизия: 271 единица на конец 1980-х гг.[71];
23. 111-я мотострелковая дивизия: 40 единиц Т-80 на конец 1980-х гг.[71];
24. 131-я мотострелковая дивизия: 40 единиц Т-80 на конец 1980-х гг.[71];
25. 207-я мотострелковая дивизия: 155 единиц Т-80 на конец 1980-х гг.[71];

1. в/ч № 19612. 4-я гвардейская танковая дивизия (4 гв. тд): 200 единиц на 2019 год;[72]
2. в/ч № 21720. 38-я отдельная гвардейская мотострелковая бригада (38 гв. омсбр): 40 единиц на 2019 год;[72]
3. в/ч № 30926. 155-я отдельная бригада морской пехоты (155 обрмп): 31 единица на 2021 год[73];

Неизвестное число на вооружении
1. в/ч № 05812. 18-я пулемётно-артиллерийская дивизия (18 пулад): на 2022 год[74];
2. в/ч № 35390. 39-я отдельная мотострелковая бригада (39 омсбр): на 2019 год;[75]
3. в/ч № 46102. 57-я отдельная гвардейская мотострелковая бригада (57 омсбр): на 2019 год[75];
4. в/ч № 51460. 64-я отдельная мотострелковая бригада (64 омсбр): на 2021 год[76];
5. в/ч № 61424. 69-я отдельная бригада прикрытия (69 обрп): на 2019 год[75];
6. в/ч № 08275. 200-я отдельная мотострелковая бригада (200 омсбр): на 2019 год;[72]
7. в/ч № 10103. 40-я отдельная бригада морской пехоты (40 обрмп): на 2019 год;[77]
8. в/ч № 25573. 394-й мотострелковый полк (394 мсп): на 2019 год[78].

### Боевое применение
Расстрел Белого дома
4 октября 1993 года шесть танков Т-80УД 12-го гвардейского танкового полка с Калининского моста около 12 часов дня открыли огонь по зданию Верховного Совета Российской Федерации. Всего было выпущено 12 снарядов, в том числе 2 бронебойно-подкалиберных и 10 осколочно-фугасных. Танками во время расстрела руководил генерал-майор Евневич Валерий Геннадьевич. Как потом рассказывали офицеры танкисты, за один день участия в расстреле Верховного Совета им выдали три месячных зарплаты.
Первая чеченская война (1994—1996)
Военные эксперты и аналитки, в том числе западный исследователь С. К. Ау-Йонг (S.K. Au-Yeong), отмечают неудачное использование Т-80 в Первой чеченской войне, потери Т-80 называют «катастрофическими» и «необычно большими», десятки Т-80 были уничтожены с помощью РПГ-7В и РПГ-18, причиной называются плохая подготовка экипажей, провальная тактика использования танков, а также высокий боевой дух чеченских сепаратистов. С. К. Ау-Йонг также рассказывал что федеральным войскам противостояли бандформирования вооружённые только лёгким оружием. Дудаевцы имели около 80 тяжёлых артиллерийских орудий, около 30 танков, современные ПТУРы и гранатомёты. С другой стороны федеральные силы изначально задействовали около 230 танков, включая 71 Т-80.
За первый период войны (зима 1994 — весна 1995) танки Т-80 использовались в составе четырёх батальонов (примерно 150 танков).
Первый раз Т-80 вступили в бой 24 декабря 1994 года в составе группы войск «Восток». Танки находились на вооружении 133-го отдельного гвардейского танкового батальона, из них в трёх ротах имелось 40 Т-80: 36 Т-80БВ, три Т-80Б и один Т-80К. 28 декабря они освободили аэродром Ханкала от сепаратистов. 4 танка Т-80 в ходе этого боя были выведены из строя, из них только два от огня противника, погибло два танкиста (только один внутри танка):
1. Т-80БВ № 532 замыкание электропроводки, сгорел.
2. Т-80БВ № 521 упал в карьер, во время эвакуации под огнём погиб один танкист, через неделю был эвакуирован и отремонтирован.
3. Т-80БВ № 517 получил попадание в трансмиссию из дудаевского танка Т-72А, был оставлен экипажем и позже уничтожен своим огнём из за невозможности эвакуации. В ходе этого боя танками Т-80 было уничтожено два Т-72А сепаратистов.
4. Т-80БВ № 536 попадание ПТРК в борт, сгорел, один танкист погиб.

Утром 31 декабря начался штурм Грозного, в штурме участвовало около 65 танков Т-80 (133-й батальон в группе «Восток» — до 37 танков и 3-й батальон 81-го гв. мотострелкового полка в группе «Север» — 31 танк). Во время начала штурма Т-80БВ 133-го батальона под командованием к-на С. Курносенко уничтожил два дудаевских танка Т-72А. Т-80 3-го батальона получили задачу взять ВПД Северный и Вокзал. Танк № 186 (3-й бат) подорвался на мощном фугасе и потерял весь экипаж, это был единственный случай когда в Т-80 погиб весь экипаж. При выходе на проспект Орджоникидзе несколько Т-80 3-го батальона на высокой скорости вышли в тыл сепаратистов и уничтожили батарею безоткатных орудий. Сказались преимущества двигателя «восьмидесяток», шум работы в условиях боя спереди был не слышен. На проспекте под огонь танковых пушек с тыла попали грузовики перевозящие сепаратистов, что застало их врасплох, они стали бросать машины и разбегаться по зданиям. В районе вокзала был подбит Т-80БВ № 180, танк получил 3—4 попадания дудаевских танков (ни один снаряд не пробил броню) и 3—4 попадания других ПТС, погиб один танкист от попадания РПГ. В этом же месте произошло несколько столкновений танков с противотанковыми пушками сепаратистов, несколько танков также как и несколько орудий были выведены из строя. Огнём танков Т-80 № 185 и № 189 были предположительно уничтожены два танка сепаратистов.
В конце января 1995 года к операции по взятию Грозного подключились два танковых батальона, вооружённых Т-80 (из 245-го гв. мотострелкового полка и из 166-й гв. мотострелковой бригады). 133-й батальон был доукомпектован ещё 13 танками Т-80.
Об интенсивности боевых действий говорит количество выстрелов произведённых танками Т-80. Каждый танк 133-го батальона за первые полтора месяца произвёл от 800 до 1500 выстрелов. Всего за время взятия Ханкалы и штурма Грозного с конца декабря по начало марта 133-й батальон безвозвратно потерял 12 танков Т-80БВ, ещё 12 отправлены на ремонтный завод, 3-й батальон 81-й бригады потерял шесть Т-80БВ (№ 174, № 186, № 193, № 195 и № 198 были уничтожены огнём противника и № 199 был потерян по техническим причинам), ещё 19 отправлены на ремонт, часть отправленных на ремонт танков была в боеспособном состоянии, то есть количество выведенных из строя было меньше.
Танки Т-80 участвовали в боях за Грозный в августе 1996 года. 10 августа 3-я рота 133-го батальона вступила в бой возле координационного центра МВД. Танком Т-80 под командованием А. Гончарова был выведен из строя танк сепаратистов. Ни один Т-80 в ходе августовских боёв не был потерян безвозвратно.
Потери танкового батальона 166-й гв. мотострелковой бригады за два года войны составили как минимум 2 безвозвратных потери. Известно, например что 24 февраля 1995 года был подбит танк Т-80 166-й бригады. Танковый батальон 245-го гв. мотострелкового полка за всю войну потерял безвозвратно пять Т-80. Таким образом известно как минимум о 25 безвозвратно потерянных танках Т-80 в Первую чеченскую войну (из примерно 150 участвующих).
Случаев сквозного пробития лобовой брони танков Т-80 неизвестно. Один из Т-80 прослужил до конца войны, при этом подорвавшись на мине и получив 18 попаданий РПГ, был ещё один танк который загорелся лишь после 19-го попадания противотанковых гранат.
Вторая чеченская война
Большинство исследователей утверждает что в ходе Второй чеченской войны танки Т-80 не применялись. Хотя имеются неподтверждённые сведения в российских источниках, что небольшое участие они всё-таки приняли. Западные источники утверждали что во второй чеченской войне участвовали почти 250 танков Т-80.
Гражданская война в Йемене
В январе 2015 года поставленные Беларусью танки Т-80БВ использовались в ходе вооружённого конфликта между шиитскими повстанцами хуситами и правительственными войсками в Йемене. При этом как минимум один танк был уничтожен, ещё один захвачен повстанцами. В 2017 штатное срабатывание ДЗ в боевых условиях. В августе 2018 года зафиксирован случай уничтожения Т-80БВ авиацией арабской коалиции.
Вторжение России на Украину
Используется обеими сторонами. Военные эксперты отмечают неудачное использование Россией Т-80 в ходе вторжения, многие Т-80, включая танки модификации Т-80БВМ, были брошены, захвачены украинскими войсками или уничтожены с помощью противотанковых ракетных комплексов, артиллерии, миномётов и БПЛА, в том числе в результате детонации боекомплекта с отрывом башни.
Танки Т-80У и Т-80БВ использовались 4-й гвардейской танковой дивизией (Кантемировской) во время вторжения России на территорию Украины. Дивизия действовала в Харьковской, Сумской и Черниговской областях, участвовала в боях за Тростянец, откуда её вытеснила 93я омбр ВСУ. В ходе боёв Кантемировская танковая дивизия понесла тяжёлые потери, и в конце марта отступила с территории Сумской и Черниговской областей Украины.
Также по данным проекта Oryx весной было зафиксировано уничтожение единственного экземпляра опытного российского Т-80УМ2. По состоянию на 18 июля 2022 года по данным проекта Oryx Россия потеряла 170 танков Т-80 Около 60 единиц российских Т-80 различных модификаций были захвачены, часть из них используется украинской стороной.
После отступления 1-й гвардейской танковой армии, частью которой является 4-я дивизия, из-под Киева, два полка 4-й дивизии были передислоцированы на харьковское направление. Во время контрнаступления ВСУ в Харьковской области в сентябре, Кантемировская дивизия отступила и оттуда, после чего только визуально подтверждённые потери танков Т-80У составили более 90 единиц, то есть, целый танковый полк. По оценке Международного института стратегических исследований, за год вторжения Россия потеряла 2/3 довоенного парка Т-80БВ/Т-80У, а сама дивизия особо упомянута как понёсшая тяжёлые потери и потерявшая боеспособность. По более поздней оценке института, на январь 2025 года Россия потеряла порядка 1475 танков Т-80.

## Оценка машины
Эксперты указывают на следующие недостатки Т-80:
- большой расход топлива; сложная в обслуживании силовая установка;
- незначительное увеличение огневой мощи в сравнении с Т-64А;
- высокая стоимость (почти в три с половиной раза дороже, чем Т-64А);
- конструктивный недостаток автомата заряжания; выстрел из РПГ часто вызывал детонацию боекомплекта и приводил к срыву башни[120][121];
- минимальные углы вертикального возвышения и склонения орудия[122][123][124];
- Т-80БВМ имеет такие же характеристики как Т-72Б3, при этом двигатель Т-80БВМ; дороже, потребляет больше топлива и более сложен в обслуживании[125].

В середине 1976 г. член ЦК КПСС, главный конструктор Кировского завода в Ленинграде Н. С. Попов сумел убедить руководство страны принять на вооружение Советской Армии далеко не лучший танк Т-80. Прежде всего, обладая по сравнению с серийными танками Т-64А и Т-72 одинаковым вооружением, защищенностью и маневренностью, Т-80 имел (по результатам войсковых испытаний) значительно больший (в 1,6—1,8 раза) километровый расход топлива и, несмотря на увеличенное количество возимого топлива, — меньший на 25—30 % запас хода. В танке Т-80 использовано менее удачное, чем у Т-72, боевое отделение от танка Т-64А с вертикальной укладкой выстрелов, что в боевых условиях снижает живучесть танка и практически делает невозможным прямое общение экипажа с механиком-водителем и его эвакуацию в случае ранения. В этом танке применена несовершенная ходовая часть и т. д. В целом, танк Т-80 сложнее, дороже и ненадежнее танка Т-64А, не говоря уже о Т-72.
— Карцев Л. Н. «Воспоминания Главного конструктора танков»
Существуют также противоположные оценки данного танка:

Оперативная готовность танка Т-80 при температуре минус 40 градусов составляет не более трёх минут. Быстрота и надежность пуска двигателя в любых климатических условиях, определяющая техническую готовность, является одним из важнейших требований боевой готовности танка. Надо сказать, что пуск дизельного двигателя при низких температурах представляет собой сложную и достаточно продолжительную операцию. Для облегчения пуска поршневых двигателей вынуждены применить целый набор средств для облегчения этого процесса: подогрев воздуха на впуске, предпусковой подогрев и т. п. Несмотря на это, готовность танков с дизельными двигателями при низких температурах доходит до 30—40 минут и более.
Двигатель не заглохнет, если даже танк упрется в каменную стену, так как силовая турбина ГТД, передающая крутящий момент на трансмиссию, не имеет механической связи с турбокомпрессорами, точнее, имеет только через газовый тракт. Эта особенность танка Т-80 придает ему несравненные, отличные от собратьев свойства по проходимости, плавности хода при стрельбе, преодоления препятствий и, наконец, по незаглохаемости.
— Чего не боятся танки? Следует признать преимущества газотурбинного двигателя. В. И. Козишкурт, генеральный директор ОАО «Спецмаш», А. С. Ефремов, председатель совета директоров ОАО «Спецмаш»
А вот такую оценку танку Т-80 дал бывший министр обороны Сирии Мустафа Тлас в интервью корреспонденту «Шпигеля»:

Новый советский Т-80 не только сравним с «Леопардом-2», но и превосходит его, даже по мнению западных наблюдателей… Т-80 — ответ Москвы на «Леопард-2». Как солдат и специалист по танкам, я считаю Т-80 лучшим танком в мире.
Оригинальный текст (нем.)Der neue sowjetische T-80 soll selbst nach Meinung westlicher Beobachter dem Leo 2 nicht nur ebenbürtig, sondern ihm sogar überlegen sein… Der T-80 ist Moskaus Antwort auf den Leopard 2. Nach meiner Einschätzung als Soldat und Panzerexperte ist der T-80 der beste Panzer der Welt.
— Мустафа Тлас
Уровень противоснарядного бронирования танка остаётся неизвестным, ряд оценок колеблется для Т-80У с ДЗ Контакт-5 от 780 мм (зарубежные) до 1100 мм, стойкость против кумулятивных боеприпасов оценивается на уровне Т-72Б или ниже.

## Т-80 в играх
- Operation Flashpoint: Cold War Crisis / ArmA: Cold War Assault: ОБТ ВС СССР.
- В Armored Warfare: Проект Армата есть практически все модификации танка Т-80.
- В Tanktastic (игра для мобильных устройств) есть в модификациях: Т-80У, Т-80У «Чёрный орёл», БМ «Оплот».
- В Call to Arms есть Т-80БВ и Т-80УД на вооружении террористов и Российской армии.
- В Rise of Nations Т-80 доступен на поздних этапах развития.
- В World in Conflict присутствуют такие танки как Т-62 и Т-80У.
- В Arma 3 присутствует во всех модификациях в неофициальном дополнении RHS AFRF.
- В War Thunder присутствует в модификациях Т-80Б, Т-80БВ(модернизация Т-80Б, путём исследуемой модернизации с установкой комплекса динамической защиты «Контакт-1»), Т-80У, Т-80УД, Т-80У-Е1, Т-80-БВМ, Т-80УК, Т-80УМ2, Т-80UD/BE.
- В Wargame: Red Dragon ряд модификаций Т-80.
- В моде Cold War для Men of War Assault Squad 2 присутствуют все серийные модификации Т-80Б и Т-80У.
- Присутствует в игре Soldiers of Anarchy.
- В игре Warno присутствует в виде таких модификаций: Т-80У, Т-80УД, Т-80Б, Т-80БК, Т-80БВ, Т-80БВК, Т-80БВ.
- В лице нескольких модификаций присутствует в модификации «Cold War» для игры Men of War: Assault Squad 2.
- В игре Broken Arrow также присутствует Т-80 в различных модификациях.
- Т-80Б присутствует в игре Gunner, HEAT, PC!
- Т-80БВ присутствует в игре Project IGI: I'm Going In.

## Изображения

Т-80У на занятиях с военнослужащими 4-й отдельной гвардейской танковой бригады 16 декабря 2011 года
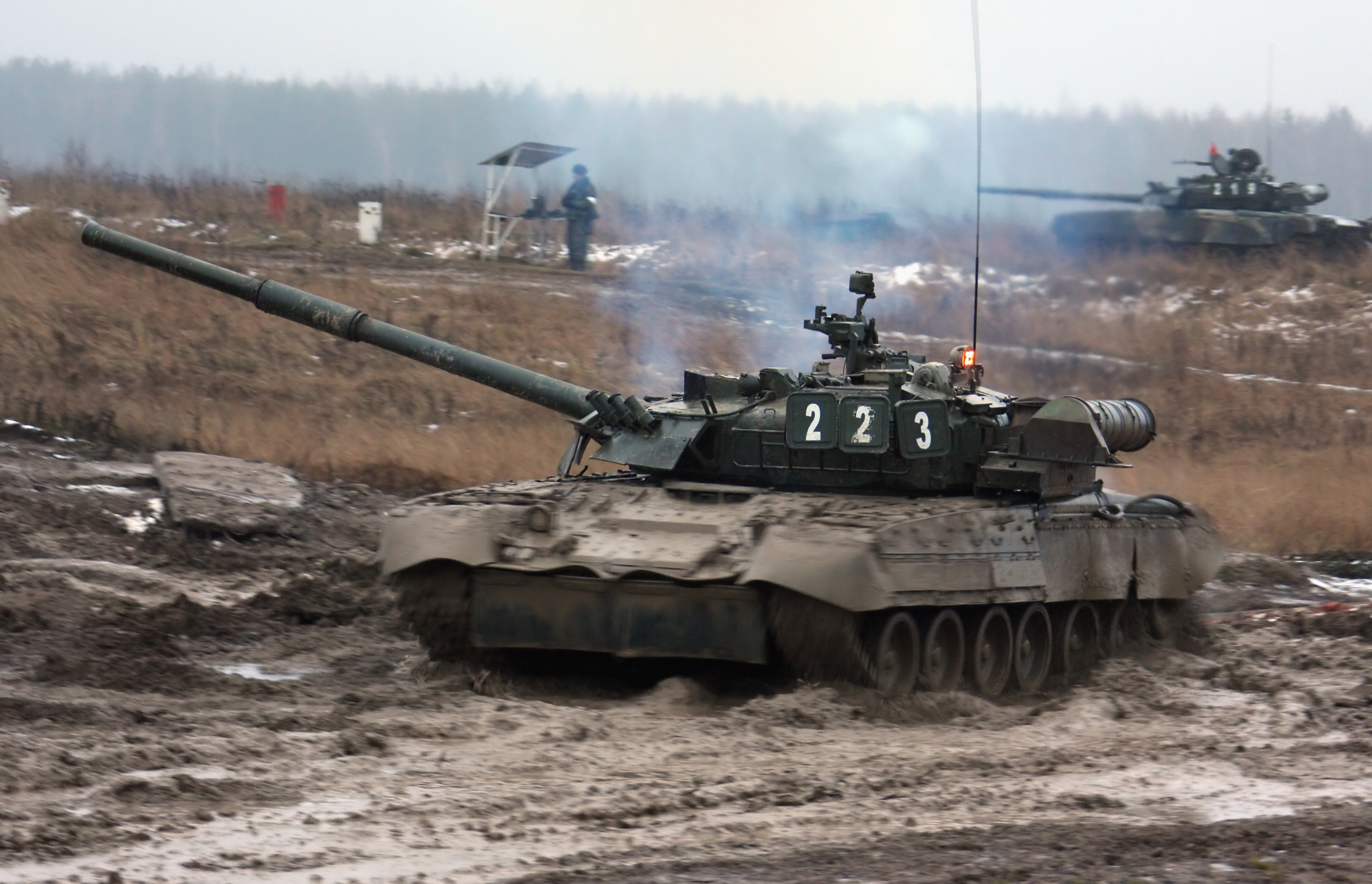
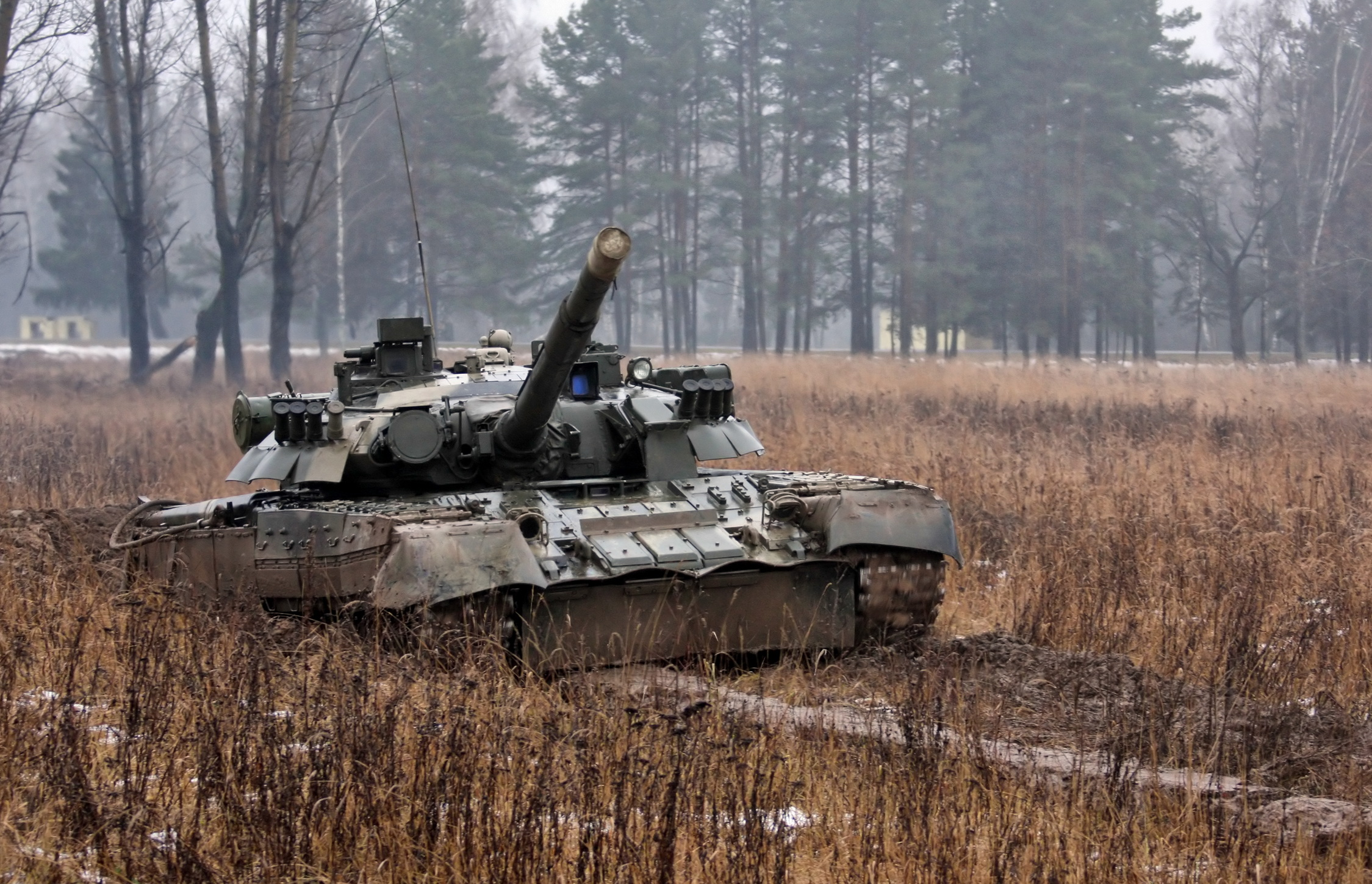
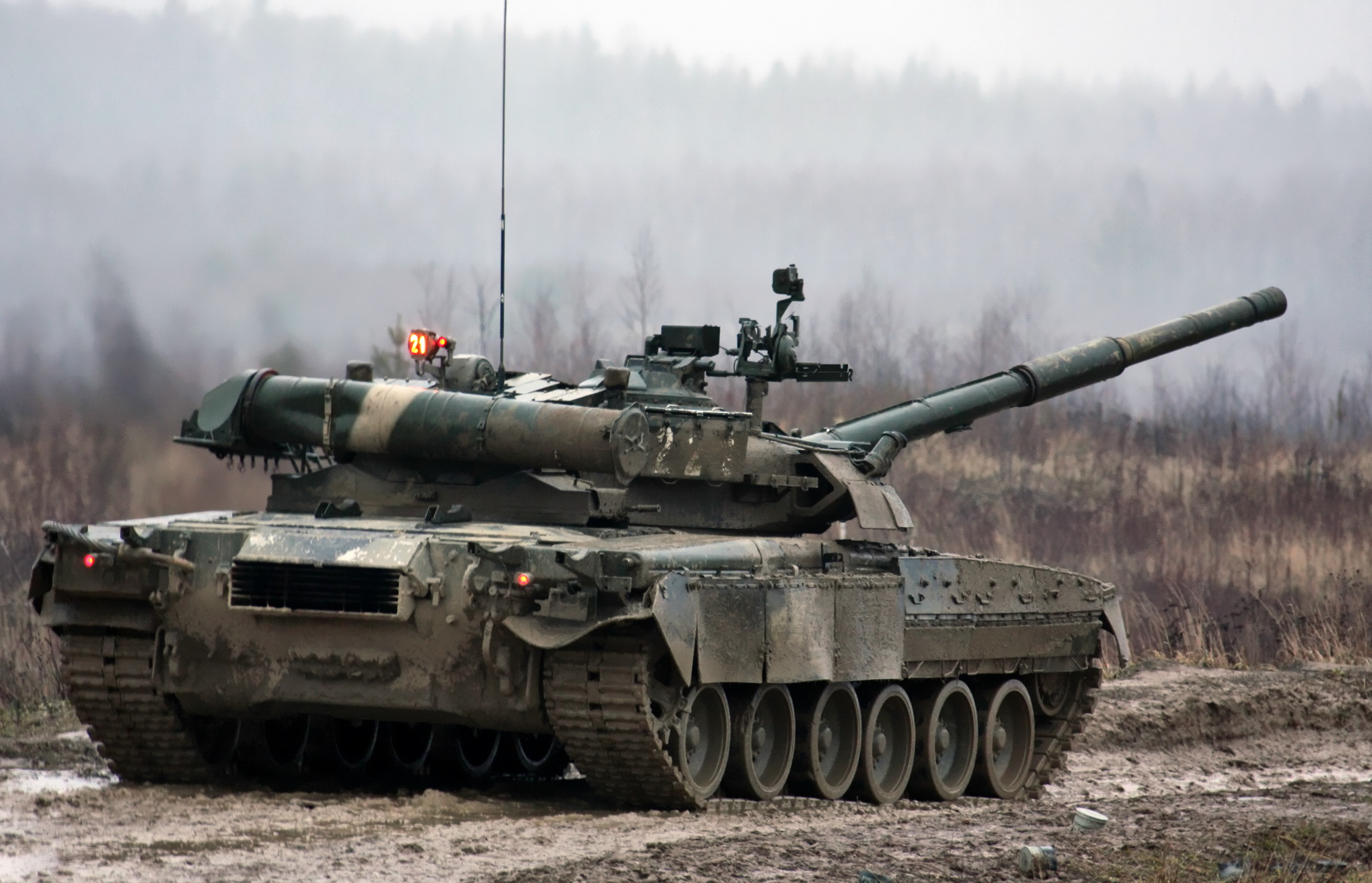
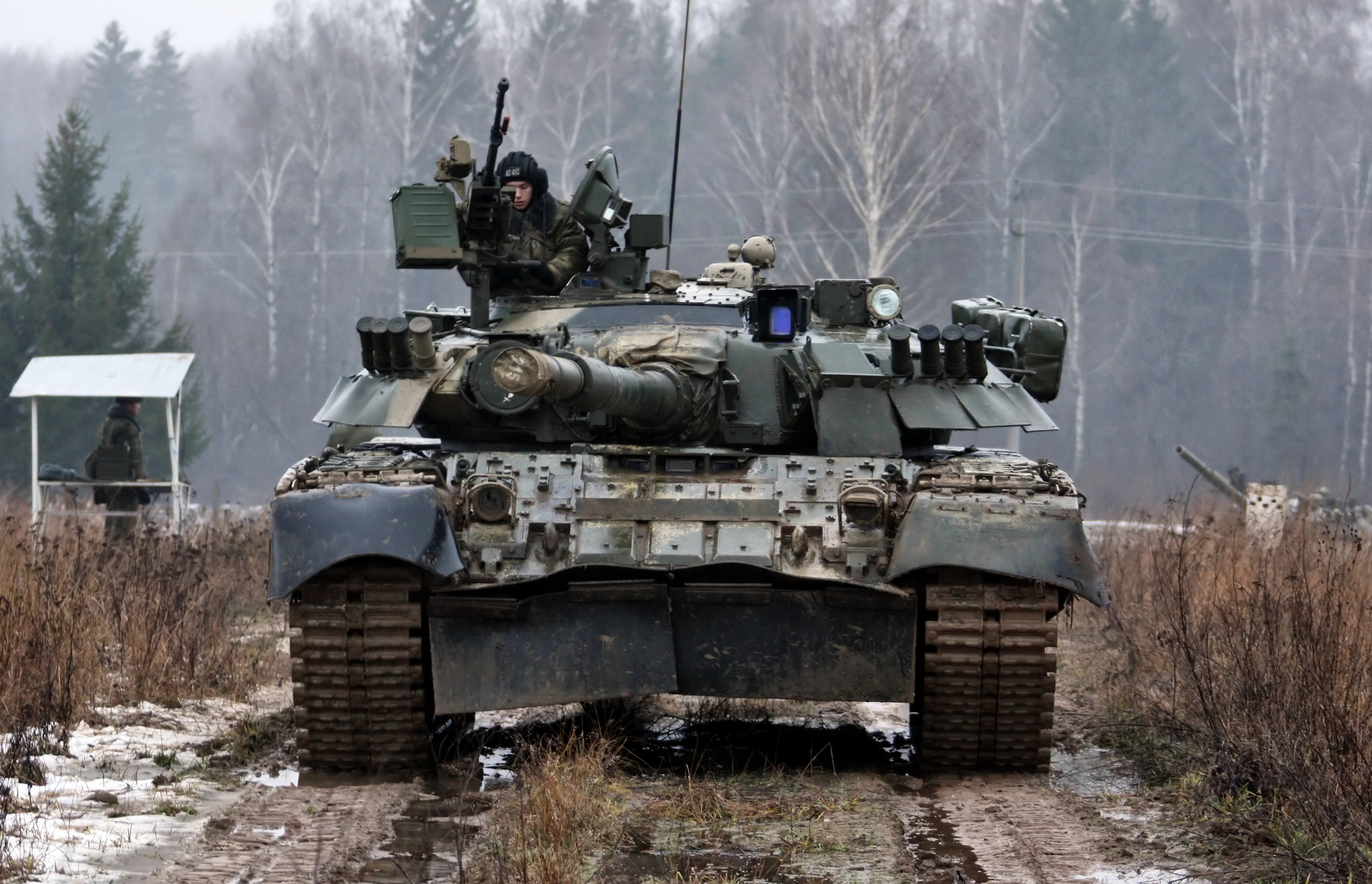

Т-80БВ в Лужниках 9 мая 2010 года
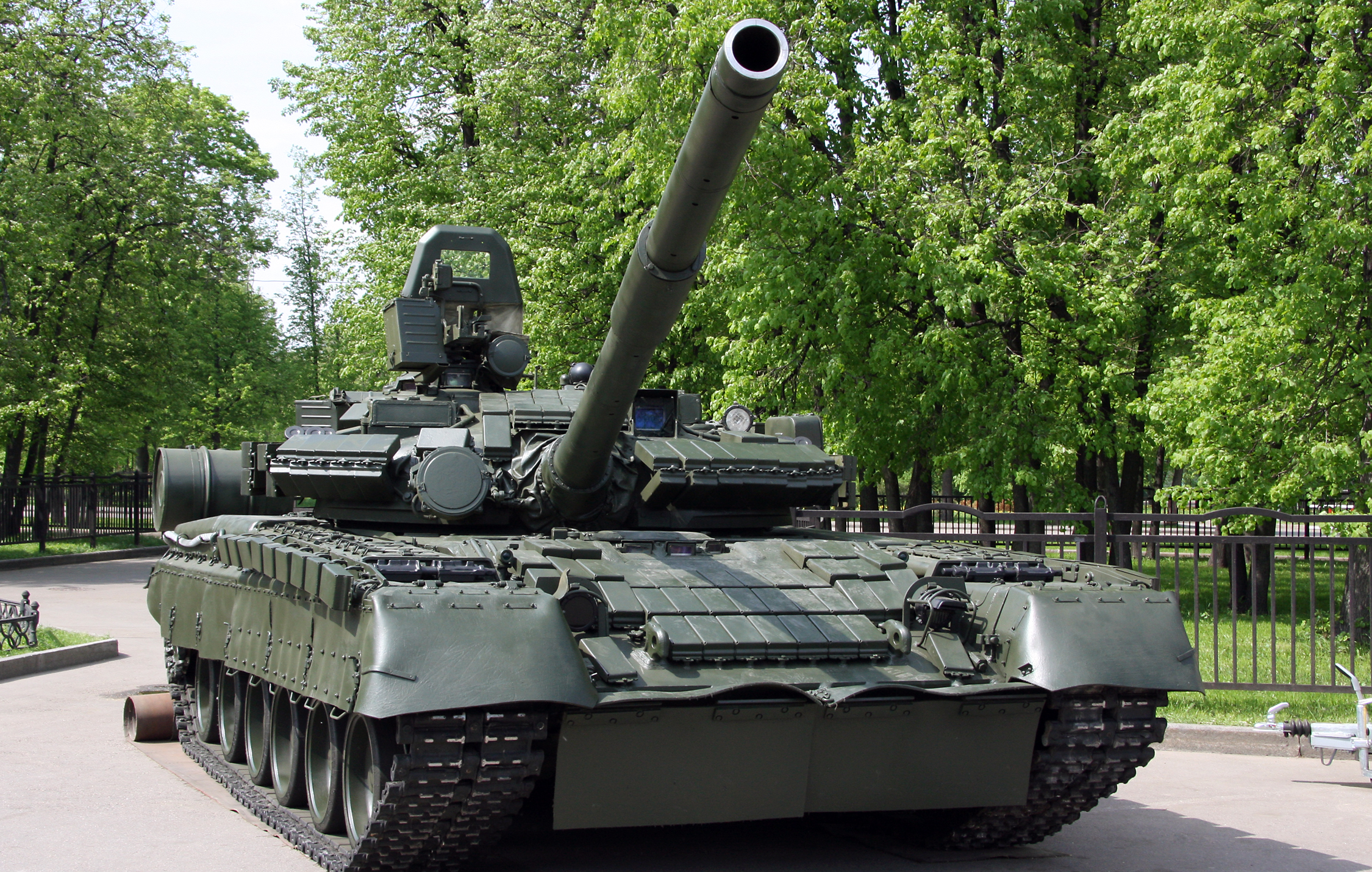
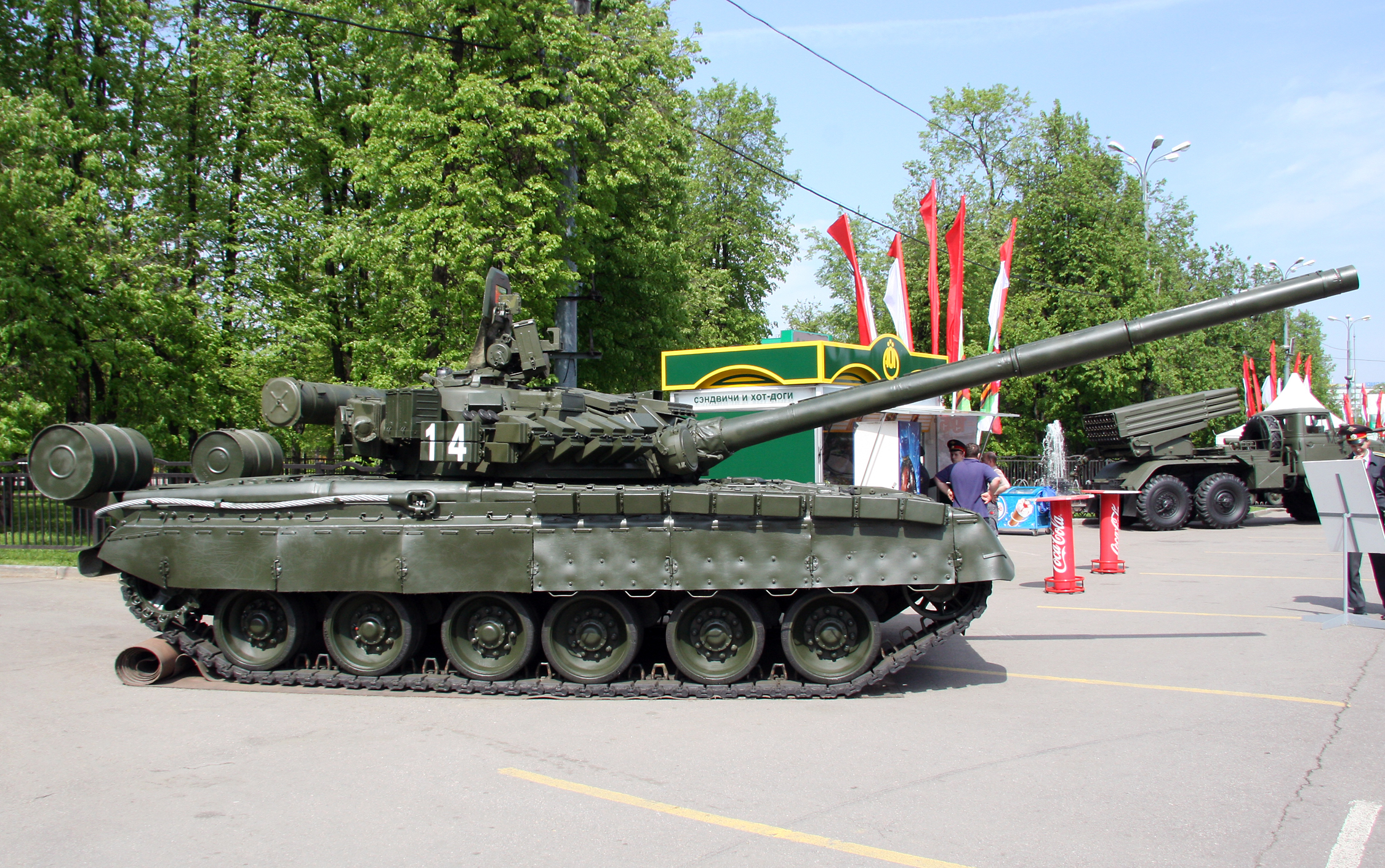
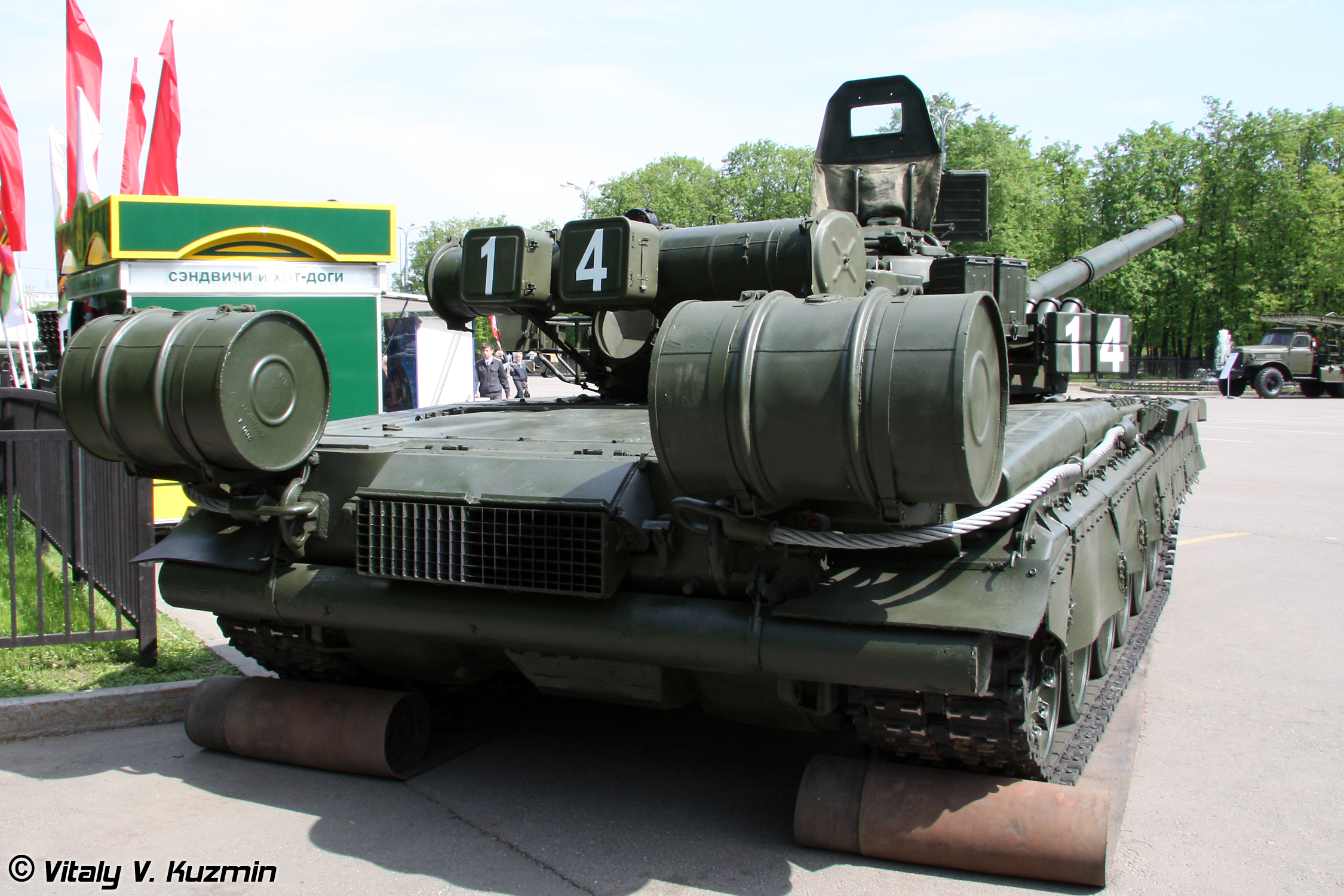
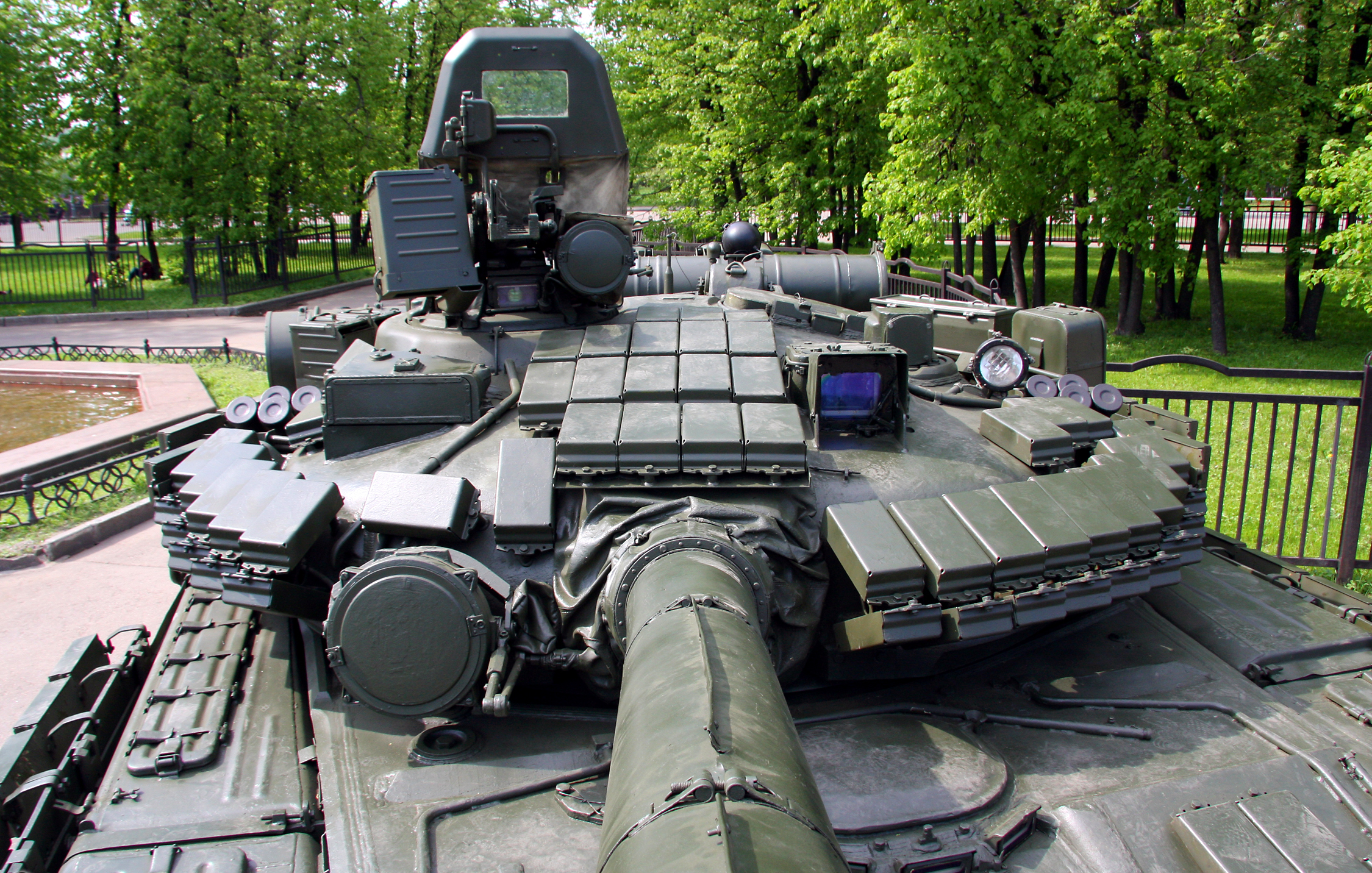